# Тихоокеанский флот ВМФ России
Краснознамённый Тихоокеанский флот (ТОФ, ТФ) — оперативно-стратегическое объединение Военно-морского флота России.
Тихоокеанский флот России, как составная часть ВМФ и Вооружённых сил Российской Федерации в целом, является средством обеспечения военной безопасности России в Азиатско-Тихоокеанском регионе. Это самый «молодой» флот России, который был основан 11 января 1935 года.
В постсоветское время историю флота стали вести с 10 (21) мая 1731 года, когда была создана «русская военная флотилия на Дальнем Востоке» с главной базой в Охотске, к этой дате приурочен праздник ТОФ ВМФ России (считается, что Охотская военная флотилия и порт — первая постоянная единица военно-морских сил России на Тихом океане созданная для защиты дальневосточных территорий Российской империи, морских торговых путей и промыслов, состояла она в основном из малотоннажных судов).
Для выполнения поставленных задач Тихоокеанский флот имеет в своём составе ракетные подводные крейсера стратегического назначения, многоцелевые атомные и дизельные подводные лодки, надводные корабли для действий в океанской и ближней морской зонах, морскую противолодочную и истребительную авиацию, сухопутные войска, части сухопутных и береговых войск.
Штаб Тихоокеанского флота располагается во Владивостоке. День флота — 21 мая.
Флагман — гвардейский ракетный крейсер проекта 1164 «Варяг».

## История

### Русское царство
Начало морских плаваний русских на Тихом океане относится к XVII веку, когда суда путешественников и первопроходцев вышли в Великое Ламское (Охотское) море, получившее своё название из-за проживавших вдоль его побережья ламутов (эвенов).
В октябре 1639 года посланный из Бутальского острога отряд казачьего сотника Ивана Москвитина, поднявшись по реке Алдан и спустившись на ладьях по реке Улье, вышел к Охотскому побережью, где зазимовал. Казаки соорудили «плотбище» (верфь), на которой выстроили два 17-метровых мореходных коча, на которых в следующем 1640 году обследовали побережье до района нынешнего Магадана и Шантарских островов. В 1641 году Иван Москвитин вернулся в Якутск, составив подробный отчёт («скаску») о своём плавании.
До конца XVII столетия ещё несколько русских первопроходцев совершили плавания по морям Тихого океана. К числу наиболее известных относятся:
- возвращение на мореходном судне-дощанике Охотским морем из устья Амура экспедиции казачьего головы В. Д. Пояркова в 1645—1646 годах;
- переход в 1647 году казачьего десятника Семена Шелковникова Охотским морем от устья Ульи к реке Охоте и основание в её устье Косого (Охотского) острога;
- поход на парусном судне в 1648 году казака Алексея Филиппова на восток от устья реки Охоты и составление первой лоции северного побережья Охотского моря.
- экспедиция промышленника Ф. А. Попова и казака С. И. Дежнёва, кочи которых в 1648—1649 годах прошли из устья Колымы до Камчатки (предположительно) и до Анадырского острога, соответственно.
- экспедиция казачьего десятника М. Стадухина, обследовавшая в 1651—1652 годах на судах-шитиках северо-восточное побережье Охотского моря от устья реки Пенжины до Охотска.

Важным событием для тихоокеанского мореплавания стало основание в 1716 году в Охотске военного порта, который в течение 140 лет оставался единственной русской военно-морской и судостроительной базой на Дальнем Востоке. В мае 1716 года корабельный мастер К. Плотницкий построил в Охотске ладью «Восток», которая стала первым и до 1727 года единственным русским военным кораблём на Тихом океане. С июля 1716 года по май 1717 года эта ладья в составе экспедиции казачьего пятидесятника К. Соколова и Н. Трески совершила плавание до Большерецкого острога, тогдашней столицы Камчатки. С этого времени начались регулярные военно-транспортные и экспедиционные рейсы из Охотска на Камчатку.

### Российская империя
В 1720—1721 годах офицеры русского военно-морского флота геодезисты Иван Евреинов и Фёдор Лужин на ладье «Восток» составили первую карту района Камчатки и Курильских островов.
В 1723 году казённый отряд в Охотском море увеличился на одну ладью, в 1727 году в Охотске был построен шитик «Фортуна», в 1729 году — боты «Лев» и «Восточный Гавриил». Годом ранее, в 1728 году, Первая Камчатская экспедиция капитана 1 ранга В. И. Беринга построила в Нижнекамчатске первое на Тихом океане специальное научно-экспедиционное судно — бот «Святой Гавриил».
Эти корабли, пока ещё не оформленные организационно в соединение флота, активно участвовали как в завоевательных походах и военных операциях, так и научно-исследовательских плаваниях, а также регулярно совершали транспортные рейсы из Охотска на западное побережье Камчатки.

#### Охотская флотилия
Новый этап в создании флота России на Тихом океане был положен 21 мая 1731 года, когда в Москве был издан именной указ императрицы Анны Иоанновны об учреждении Охотской флотилии с базой в Охотске — первого постоянного морского формирования России на Дальнем Востоке. Сторонники версии о создании военно-морских сил России в 1731 году утверждают, что созданная флотилия несла дозорную службу и охраняла рыбные промыслы, побережье и острова, открытые русскими мореплавателями и землепроходцами. Критики её указывают на то, что в указе императрицы говорится исключительно о создании Охотского военного порта, а в выданной Сенатом 30 июля (10 августа) 1731 года инструкции первому командиру порта Г. Г. Скорнякову-Писареву поручается построить пристань с малой судовой верфью и на ней построить несколько судов для перевозки товаров и купцов из Охотска на Камчатку, ни о каких дозорных и охранных функциях в этих документах упоминаний нет. Впрочем, и военные корабли для выполнения этих функций в Охотске также отсутствовали. Впервые такие задачи были поставлены в указе императора Павла I лишь в 1799 году, для чего предписывалось построить отряд из 2 фрегатов и 3 авизо. Впрочем, этот указ реализован так и не был, а затем и вовсе был отменён.
Дополнительный толчок к развитию военного русского флота на Тихом океане получен был в 1733 году, когда по указу императрицы Анны Иоанновны и Правительствующего Сената организована была Великая Северная экспедиция. В рамках её в июне 1740 года в Охотске были спущены на воду два 14-пушечных однотипных пакетбота «Святой Пётр» и «Святой Павел», имевших длину 23 метра и водоизмещение около 100 тонн каждый. На них капитан-командор Витус Беринг и капитан-лейтенант А. И. Чириков отправились к берегам Американского контитента и Японии. Хотя экспедиции и не удалось решить все поставленные задачи, а сам Беринг в декабре 1741 года умер на острове, названном в его честь, собранные её участниками естественнонаучные и картографические материалы отчасти окупили затраты на её организацию.
В 1776 году в Охотске курским купцом Г. И. Шелиховым был построен двухмачтовый бот «Святой Павел», на котором партия русских промышленников отправилась на Алеутские острова и к берегам малоизвестной «Большой земли», то есть Америки. В августе 1783 года на средства торговой компании Г. И. Шелихова и его компаньона Голикова в Охотске были спущены три новых корабля. Приняв начальство над большой промысловой флотилией, Шелихов совершил несколько успешных плаваний на Алеутские острова и к берегам Аляски, положив начало русским торговым факториям на американских берегах .
В 1787—1790 годах состоялась первая научно-исследовательская экспедиция капитана Иосифа Биллингса и лейтенанта Гавриила Сарычева на судне «Ясачная», обследовавшая побережье Северного Ледовитого океана к востоку от Колымы и установившая возможность морского пути вдоль берегов Сибири в Тихий океан. Вторая экспедиция И. И. Биллингса и Г. А. Сарычева на корабле «Слава России» 1790—1791 годов исследовала побережье Берингова моря.
Вплоть до конца XVIII столетия организованное строительство морских судов на Тихом океане русским правительством почти не велось, и практически все вооружённые транспорты сооружались на частные средства. Однако после образования указом императора Павла I от 8 июля 1799 года «состоящей под высочайшим покровительством Российско-Американской компании» появилась потребность в создании регулярных военно-морских сил в этом стратегически важном регионе.
Для формирования постоянно действующей военной флотилии в 1799 году в Охотск были направлены[уточнить] 3 фрегата и 3 малых корабля под командованием контр-адмирала И. К. Фомина. Но вскоре с связи с изменением обстановки формирование флотилии вновь было прекращено.

#### Камчатская флотилия
С 1849 года главной базой флотилии стал Петропавловская гавань (Петропавловск-Камчатский). Именно в это время Военно-морские силы Российской империи на Тихом океане впервые участвовали в боевых действиях при обороне Петропавловска в ходе Крымской войны.
С 18 по 24 августа 1854 года фрегат «Аврора» и транспорт (бригантина) «Двина» при 67 орудиях, вместе с гарнизоном Петропавловска, противостояли англо-французской эскадре. Руководил обороной Камчатский военный губернатор и командир Петропавловского порта флота генерал-майор Василий Завойко.
Немало для укрепления Тихоокеанской флотилии сделал занимавший с 1847 по 1861 год пост генерал-губернатора Восточной Сибири Николай Николаевич Муравьев-Амурский. Именно с его санкции и при его активной поддержке капитан-лейтенант Геннадий Невельской на транспорте «Байкал» в 1849—1850 годах открыл пролив между о-вом Сахалин и материком, обследовал устье Амура и основал там русскую крепость Николаевск-на-Амуре.

#### Сибирская флотилия
В 1856 году Охотская военная флотилия стала именоваться Сибирской. Главной её базой в 1855 году стал Николаевск-на-Амуре, а с 1871 года — Владивосток.
Для увеличения корабельного состава, который к концу XIX века был невелик, и в связи с заметным обострением русско-японских противоречий, в 1898 году была принята специальная судостроительная программа «для нужд Дальнего Востока». Однако, на практике она реализовывалась очень медленно.
В 1900 году корабли Тихоокеанской флотилии, в частности, мореходные канонерские лодки «Гиляк» и «Кореец», принимали активное участие в подавлении союзными европейскими державами освободительного восстания ихэтуаней в Китае.
5 февраля 1904 года Высочайшим указом образован «Флот в Тихом океане», которому были подчинены все военно-морские силы России на Дальнем Востоке. Они состояли к началу 1904 года из 1-й Тихоокеанской эскадры и Сибирской военной флотилии, базировавшихся в Порт-Артуре, который был взят в аренду у Китая в 1898 году на 25 лет, где и была учреждена главная база Тихоокеанского флота.
В день разрыва дипломатических отношений с Россией 6 февраля 1904 года японский флот получил приказ о начале военных действий и вышел в море к Порт-Артуру для атаки русской эскадры. Практически сразу, в результате внезапной минной атаки, были частично выведены из строя 3 боевых корабля, два из которых — броненосцы «Ретвизан» и «Цесаревич», — являлись самыми сильными кораблями в эскадре.
В неравном бою с японским флотом также потерпел поражение крейсер «Варяг», дальнейший осмотр корабля показал, что исправить повреждения уже невозможно. Учтя все это, командир крейсера В. Ф. Руднев принял единственно правильное решение, единодушно одобренное советом офицеров — взорвать корабль. На самом деле корабль был затоплен на рейде Чемульпо. В 1905 году поднят и после ремонта вошёл в состав японского императорского флота.
Несмотря на героизм и самоотверженность русских моряков, основные силы русского флота на Тихом океане во время русско-японской войны погибли. После войны был сформирован Отдельный отряд судов Сибирской военной флотилии. В состав этого отряда вошли некоторые корабли, оставшиеся после поражения России.
Во время Революции 1905—1907 годов моряки-тихоокеанцы активно участвовали в революционном движении, в вооружённых восстаниях во Владивостоке.
К 1914 году в состав Сибирской флотилии входили бронепалубный крейсер 1-го ранга «Аскольд» (флагман), лёгкий крейсер «Жемчуг», канонерская лодка «Манчжур», 8 эскадренных миноносцев, 17 миноносцев и 13 подводных лодок.

### Советский Союз

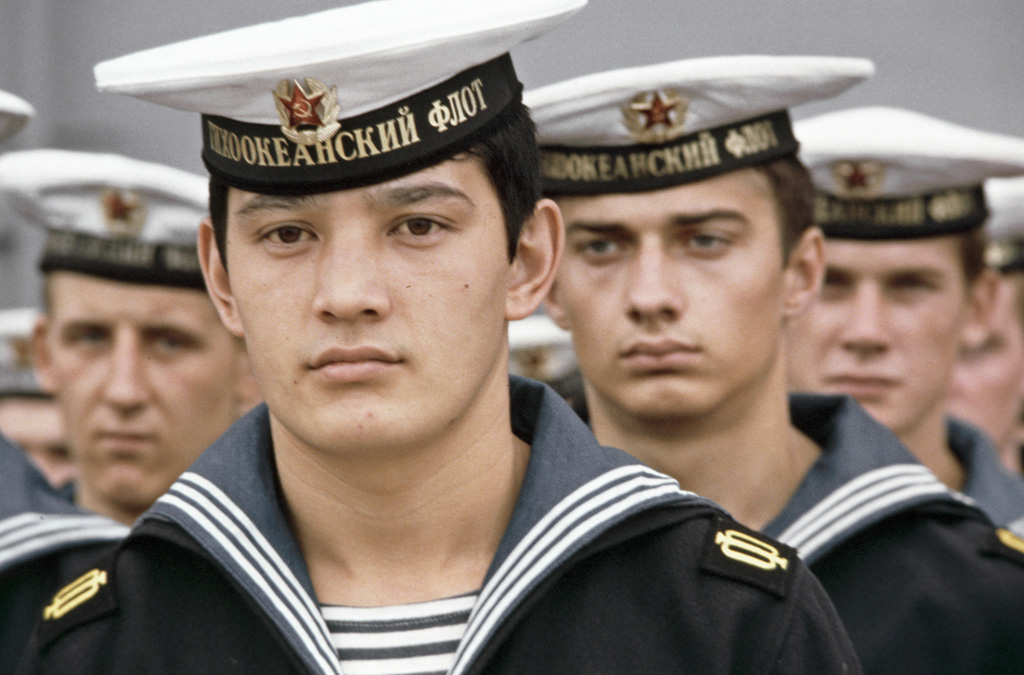
Матросы крейсера «Новороссийск». Краснознамённый Тихоокеанский флот, 1984 год

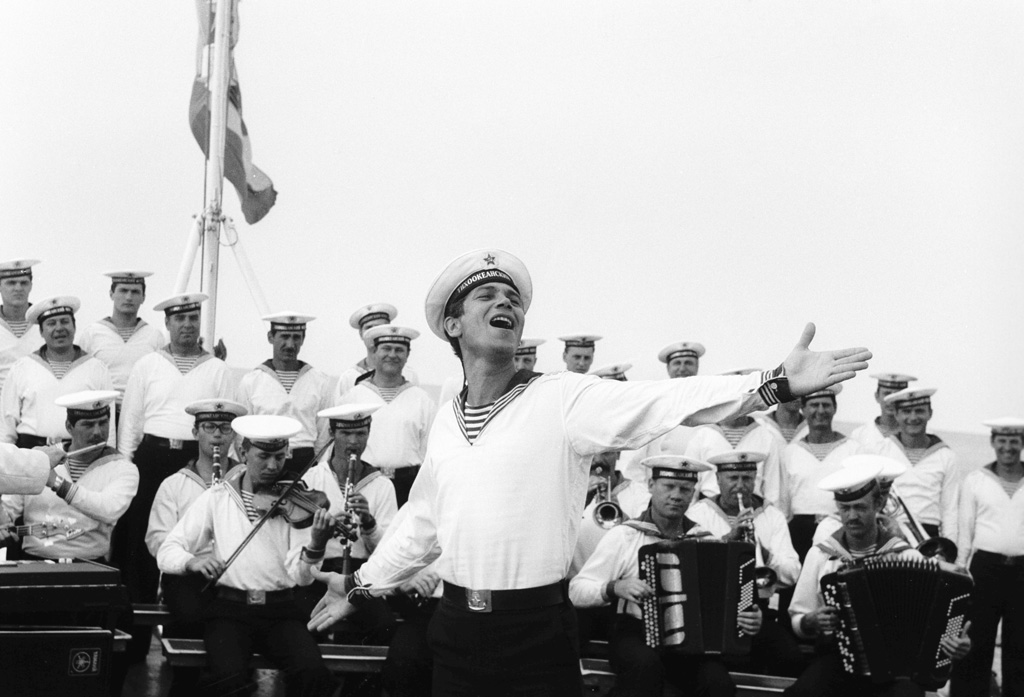
Ансамбль Тихоокеанского флота выступает на палубе корабля, 1984 год

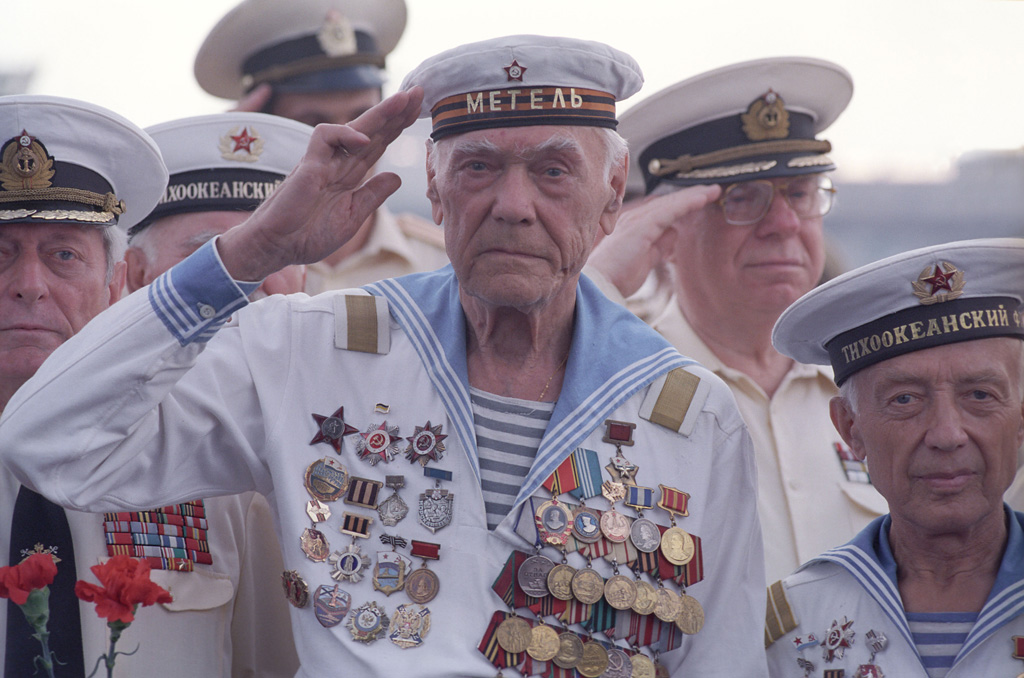
Ветераны Тихоокеанского флота,
10 августа 2001 года

После Октябрьской революции 1917 года, матросы Сибирской и Амурской военных флотилий принимали участие в Гражданской войне на обеих сторонах.
В 1922 году были созданы Морские силы Дальнего Востока в составе Владивостокского отряда кораблей и Амурской военной флотилии. В 1926 году Морские силы Дальнего Востока были расформированы. Владивостокский отряд кораблей был передан Морской пограничной охране Дальнего Востока, а Амурская военная флотилия стала отдельным объединением. Вновь Морские силы дальнего Востока были созданы 21 апреля 1932 года. 11 января 1935 Морские силы Дальнего Востока были переименованы в Тихоокеанский флот (ТОФ).
В 1923 году во Владивостоке были отремонтированы и введены в строй миноносцы «Бравый», «Твёрдый», «Точный», канонерская лодка «Красный Октябрь», переоборудованная из портового ледокола «Надёжный» и несколько вспомогательных судов. В 1932 году вступил в строй дивизион торпедных катеров и прибыли 8 подводных лодок. Тихоокеанский флот получил 26 малых подводных лодок, создавались морская авиация, береговая оборона. В 1937 году было открыто Тихоокеанское военно-морское училище.
В годы массовых репрессий в РККА командные кадры Тихоокеанского флота подверглись масштабным репрессиям, по делу об «антисоветском военном заговоре» на флоте было арестовано свыше 300 человек командно-начальствующего состава. Были расстреляны командующие Тихоокеанским флотом флагман 1-го ранга Викторов М. В., флагман 1-го ранга Киреев Г. П.
В августе 1939 года в составе флота была сформирована Северная Тихоокеанская военная флотилия с главной базой в Советской Гавани. Задачей флотилии являлась оборона побережья и морских коммуникаций в районах Татарского пролива и Охотского моря.
В Великую Отечественную войну часть сил и средств Тихоокеанского флота была переброшена на Северный флот и участвовала в боях на Баренцевом и других морях. На фронтах в составе морских стрелковых бригад и других частей сражались свыше 140 тысяч моряков-тихоокеанцев.
Во время советско-японской войны Тихоокеанский флот содействовал войскам 1-го Дальневосточного фронта в освобождении Северной Кореи, атаковав японские военно-морские базы и порты по всему северокорейскому побережью и высадив серию десантов в них для содействия войскам приморского фланга наступавших войск фронта. Совместно с сухопутными частями флот участвовал в Южно-Сахалинской наступательной операции и провёл Курильскую десантную операцию.
В сентябре 1945 года Северная Тихоокеанская военная флотилия была расформирована. В январе 1947 года Тихоокеанский флот был разделён на два флота — 5-й ВМФ (главная база — Владивосток) и 7-й ВМФ (главная база — Советская Гавань). В апреле 1953 года эти флоты были вновь объединены в Тихоокеанский флот.
Во время Корейской войны силы флота находились в состоянии боевой готовности, а также снабжали военным имуществом и вооружениями ВМФ Северной Кореи. Имел место ряд инцидентов между кораблями и самолётами флота с одной стороны, ВВС и ВМС США и Южной Кореи с другой (Бой кабельного судна «Пластун»).
С 1950-х годов ускоренно развивались и подводные силы ТОФ. 3 сентября 1957 года впервые советская подводная лодка ТОФ Б-66 (командир капитан 2-го ранга Н. И. Царёв) пересекла экватор и вышла в Южное полушарие, это произошло в Тихом океане. В 1961 году в состав Тихоокеанского флота вошла первая атомная подводная лодка (ПЛАРК) «К-45» проекта 659Т под командованием капитана 2 ранга В. Г. Белашева. Имея на борту крылатые ракеты П-5, лодка была способна их применить как по наземным, так и морским целям.

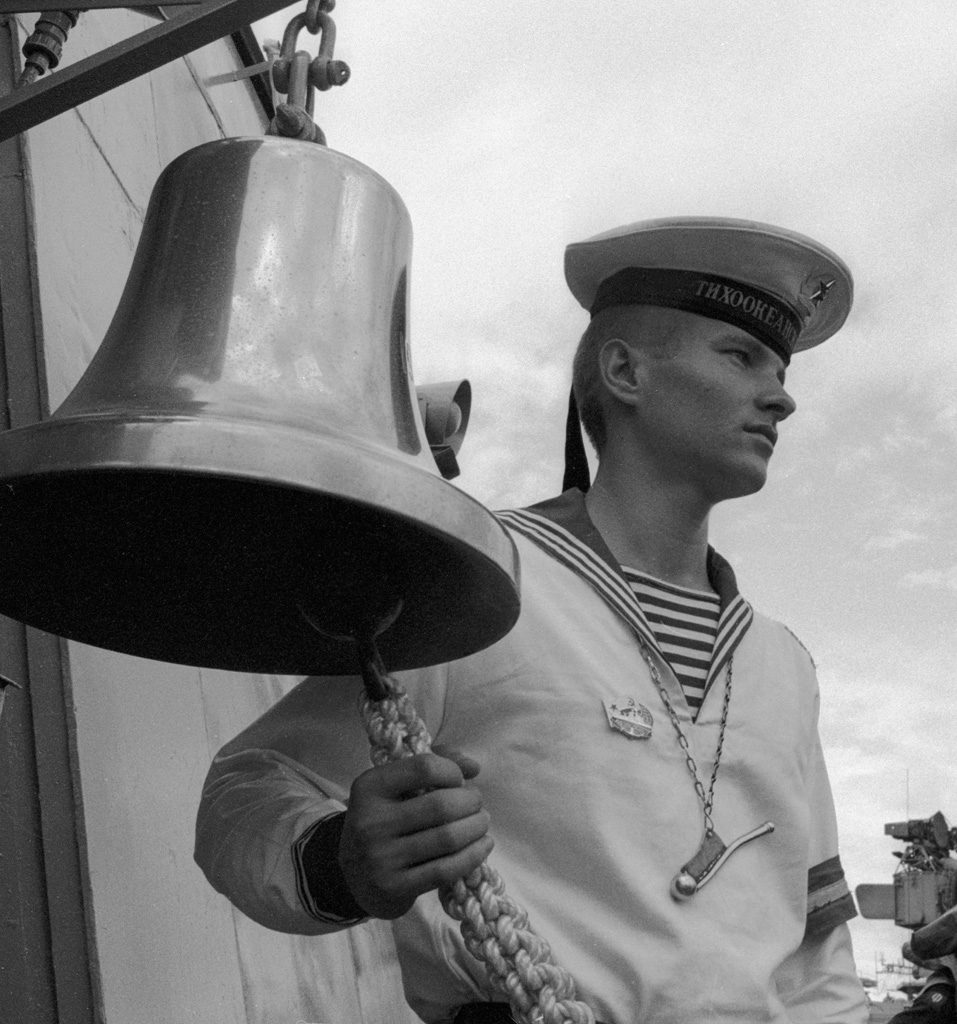
Вахтенный матрос отбивает склянки, 1991 год

Указом Президиума Верховного Совета СССР от 7 мая 1965 года за выдающиеся заслуги перед Родиной, массовый героизм, стойкость и мужество, проявленные личным составом при защите Отечества и в ознаменование 20-летия победы советского народа в Великой Отечественной войне Тихоокеанский флот награждён орденом Красного Знамени.
К началу 1970-х гг. на Тихом океане был создан новый океанский ракетно-ядерный флот, который успешно выполнил важнейшую задачу — стратегического сдерживания от развязывания широкомасштабной войны с применением как обычных, так и ядерных средств.
Советские крейсеры «Дмитрий Пожарский», «Адмирал Сенявин», «Адмирал Фокин», «Варяг», эскадренные миноносцы «Возбуждённый», «Вдохновенный», большие противолодочные корабли «Василий Чапаев», «Адмирал Октябрьский», «Адмирал Трибуц» и многие другие в течение многих лет с честью выполняли задачи службы, побывали с визитами в различных странах мира.
На боевом счету тихоокеанцев — очистка порта Читтагонг (Бангладеш) от затонувших кораблей и взрывоопасных предметов в 1972 году, боевое траление в Суэцком заливе (Египет) осенью 1974 года, охрана судоходства в Персидском заливе и Ормузском проливе.
7 февраля 1981 года в авиакатастрофе под Ленинградом погибло почти всё руководство флота, в том числе его командующий адмирал Эмиль Спиридонов.
На 1989 год в составе Тихоокеанского флота находилось 170 надводных кораблей различных классов, 117 подводных лодок, 128 боевых катеров, 14 авиаполков.
В 1979—1992 годах флот был придан в оперативное подчинение Главного командования войск Дальнего Востока.

### Российская Федерация

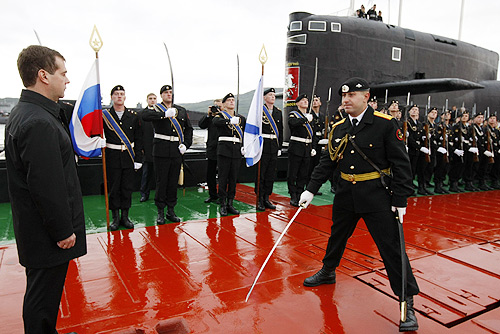
Д. А. Медведев на базе подводных лодок Тихоокеанского флота, 2008 год.

После распада СССР Тихоокеанский флот, как наиболее удалённый от оперативно-командных центров ВМФ, оказался в наихудшем положении среди флотов РФ. В кратчайшие сроки из боевого состава были выведены наиболее боеспособные единицы: тяжёлые авианесущие крейсера проекта 1143 «Кречет» — «Минск» и «Новороссийск»; тяжёлый атомный ракетный крейсер проекта 1144 «Орлан» «Адмирал Лазарев» (бывший «Фрунзе»); большие десантные корабли океанской зоны проекта 1174 «Носорог»; все большие противолодочные корабли проекта 1134Б «Беркут»; 5 эсминцев УРО проекта 956 «Сарыч», а также большой атомный разведывательный корабль «Урал». Критическое положение складывалось и с подводной составляющей флота. Атомные ракетные подводные крейсера стратегического назначения проекта 667БДР практически выработали свой полный жизненный цикл. Самая «молодая» лодка этого проекта К-44 «Рязань» была введена в строй в 1982 году, и нуждалась в модернизации или замене. Суда вспомогательного флота, в основном танкеры и буксиры были отданы в аренду коммерческим предприятиям.
Взамен выведенных боевых единиц с начала 1990-х годов Тихоокеанский флот не получил ни одного нового надводного корабля 1 и 2 рангов, ни одного большого десантного корабля. В состав флота в 2003 году был принят только один ракетный катер проекта 12411 «Р-29». И была построена только одна многоцелевая атомная подводная лодка проекта 971 «Щука-Б» — К-152 «Нерпа», которую позже передали в долгосрочную аренду (лизинг) ВМС Индии.
Продолжилось объединение и сокращение береговых частей. В 1998 году в составе Тихоокеанского флота было сформировано оперативное объединение — войска и силы на Северо-Востоке. В её состав вошли часть сил Тихоокеанского флота, войск Дальневосточного военного округа, войск и сил ПВО, дислоцированных на Камчатке.
По существу, только к концу 2000-х годов началось строительство для Тихоокеанского флота военных кораблей и судов вспомогательного флота.

## Современное состояние

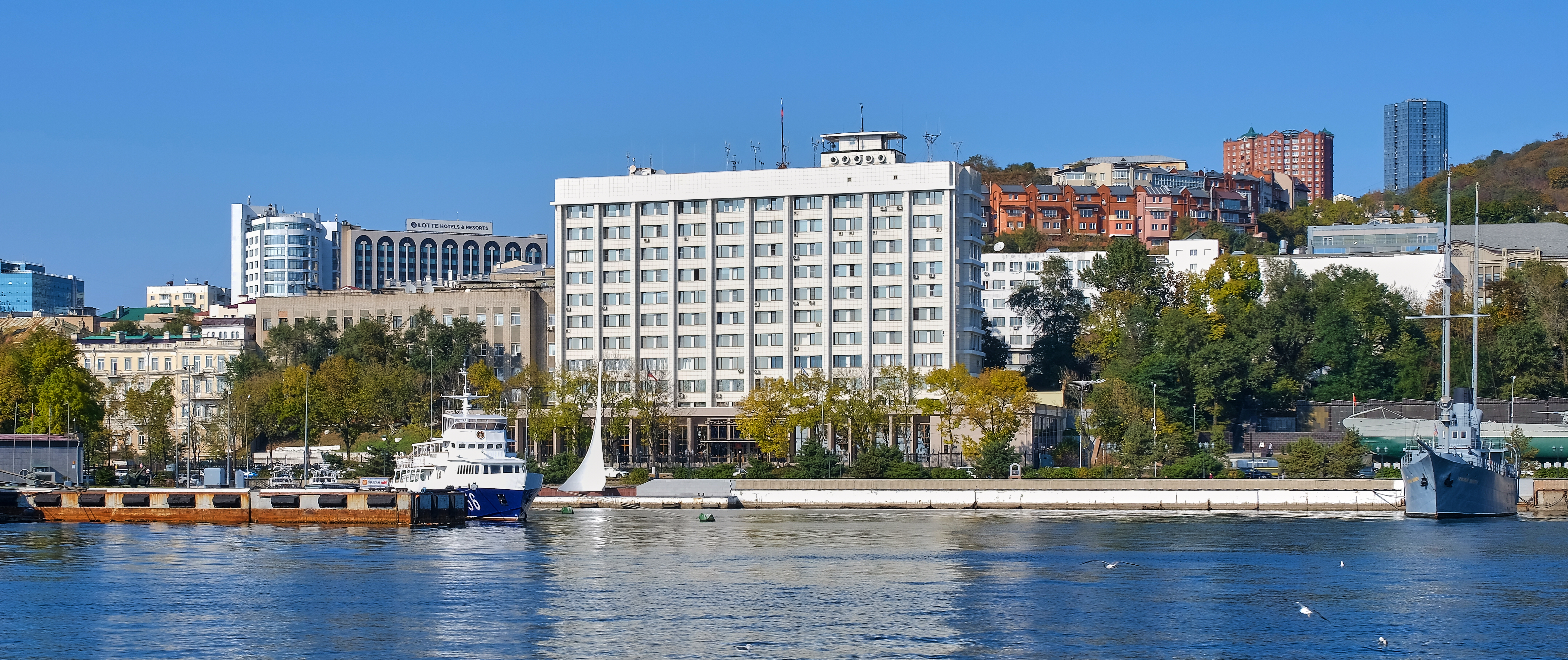
Здание штаба и управления Тихоокеанского флота во Владивостоке

Основу боевых сил флота (на боевом дежурстве) в настоящее время составляют:
- 1 ракетный крейсер проекта 1164 «Атлант» — «Варяг»;
- 1 фрегат проекта 1155М — «Маршал Шапошников»;
- 2 больших противолодочных корабля (БПК) проекта 1155: «Адмирал Трибуц», «Адмирал Пантелеев»;
- 1 корвет УРО проекта 20385 — «Гремящий»;
- 4 корвета УРО проекта 20380 — «Совершенный», «Громкий», «Герой Российской Федерации Алдар Цыденжапов», «Резкий»;
- 8 малых противолодочных кораблей проекта 1124 «Альбатрос» — «Холмск», МПК-221, «Кореец», «Советская Гавань», МПК-107, «Метель», МПК-82, «Усть-Илимск»;
- 2 малых ракетных корабля проекта 12341 «Овод-1» — «Смерч» и «Иней»;
- 10 ракетных катеров проекта 1241 «Молния»;
- 11 противодиверсионных катеров: 5 противодиверсионных / патрульных катеров проекта 14159, 6 противодиверсионных катеров проекта 21980 «Грачонок»;
- 10 тральщиков: 2 Тральщика проекта 266МЭ, 7 Базовых тральщика проекта 1265 «Яхонт» и 1 Базовый тральщик проекта 12700 «Александрит» — «Яков Баляев»;
- 4 больших десантных корабля, из них — 3 проекта 775: «Адмирал Невельской», «Пересвет», «Ослябя» и 1 проекта 1171 «Тапир» — «Николай Вилков»;
- 5 десантных катеров;
- 5 ракетных подводных крейсеров стратегического назначения проекта 955 «Борей» — К-550 «Александр Невский», К-551 «Владимир Мономах», К-552 «Князь Олег», К-553 «Генералиссимус Суворов» и К-554 «Император Александр III».
- 3 атомных подводных крейсера с крылатыми ракетами (ПЛАРК) проекта 949А «Антей»: К-150 «Томск», К-186 «Омск» и К-456 «Тверь»;
- 2 многоцелевых атомных подводных крейсера с крылатыми ракетами (ПЛАРК) проекта 885М «Ясень-М» — К-573 «Новосибирск» и К-571 «Красноярск».
- 1 атомный подводный крейсер специального назначения проекта 09852 — БС-329 «Белгород»;
- 1 многоцелевая атомная подводная лодка проекта 971 «Щука-Б» — К-419 «Кузбасс»;
- 4 дизель-электрических торпедных подводных лодки проекта 877 «Палтус» — Б-187 «Комсомольск-на-Амуре», Б-394 «Нурлат», Б-464 «Усть-Камчатск» и Б-494 «Усть-Большерецк»;
- 5 дизель-электрических ракетно-торпедных подводных лодок проекта 636.3 — Б-274 «Петропавловск-Камчатский», Б-603 «Волхов», Б-602 «Магадан», Б-588 «Уфа» и Б-608 «Можайск».
- 2 СРЗК проекта 864 «Меридиан» — ССВ-208 «Курилы», ССВ-535 «Карелия»
- 1 БРЗК проекта 1826 «Рубидий» — ССВ-80 «Прибалтика»
- 1 МРЗК проекта 1824Б — «Угломер»

К началу 2010-х годов Тихоокеанский флот практически не способен был выполнять в полном масштабе боевые задачи на океанском театре военных действий и предназначался, в основном, для выполнения оперативно-стратегических задач в закрытых внутренних морях, эскортных операций или борьбы с пиратами. Так, наиболее активно используемые корабли проекта 1155, были постоянно задействованы в операциях по борьбе с сомалийскими пиратами. 6 мая 2010 года российские моряки с большого противолодочного корабля «Маршал Шапошников» освободили танкер «Московский университет», захваченный 5 мая 2010 года в 240 милях от побережья Сомали. Состав флота должен существенно измениться по программе развития вооружений ГПВ-2020.
25 января 2011 года заместителем Председателя Правительства РФ Игорем Сечиным и Министром обороны Франции Аленом Жюппе подписано соглашение о поставке России двух универсальных десантных кораблей типа «Мистраль», а 17 июня 2011 года в ходе Международного экономического форума в Санкт-Петербурге был подписан полноценный контракт на их поставку. УДК типа «Мистраль», названные «Владивосток» и «Севастополь» должны были войти в состав КТОФ с базированием на Владивосток, и специально для них началась подготовка соответствующей инфраструктуры. Также начато производство корабельного варианта ударного вертолёта Ка-52 «Аллигатор». Для эскорта УДК должны были пройти ремонт и модернизацию до 2020 года эсминцы проекта 956 «Сарыч» «Бурный» и «Безбоязненный».
17 февраля 2012 года на Амурском судостроительном заводе заложен корвет проекта 20380 «Громкий». В 2012 году планировался спуск корвета «Совершенный» того же проекта, но этого не произошло из-за недостаточного финансирования строительства со стороны Министерства обороны. Запланированная передача в распоряжение флота тяжёлого атомного ракетного крейсера проекта 1144 «Адмирал Нахимов», который проходит модернизацию на Северодвинском Севмашпредприятии, так и не состоялась из-за затянувшегося ремонта. Второй тяжёлый атомный ракетный крейсер «Адмирал Лазарев» должен был отправиться на модернизацию по сокращённому техническому проекту модернизации тяжёлого атомного ракетного крейсера «Адмирал Нахимов».
В 2013 году был принят первый противодиверсионный катер проекта 21980 П-377. Гидрографическая служба получила ГИСу «Виктор Фалеев» проекта 19910 и БГК-2151 проекта 19920Б. Также прошли приёмку и были зачислены в ряды КТОФ несколько буксиров. 23 декабря в состав флота введён РПКСН проекта 955 «Борей» — К-550 «Александр Невский». Также в этом году с Северного на Тихоокеанский флот планировалась передача ракетного крейсера «Маршал Устинов» после капитального ремонта.
В 2014 году на Камчатской авиабазе в Елизово закончилось формирование отряда беспилотных летательных аппаратов, куда вошли 6 БПЛА отечественного производства «Форпост» и наземная станция управления. МПК-17 «Усть-Илимск» вместо СУО «Барс» получил СУО МР-123-02/03 «Багира».
За 2015 год состав флота пополнился десантным катером на воздушной каверне проекта 21820 «Иван Карцов», спасательным судном океанского класса «Игорь Белоусов» с глубоководным аппаратом «Бестер-1», спасательным морским буксирным судном проекта 22030 «Охотск» МБ-11 «Александр Пискунов» и двумя гидрографическими катерами проекта 19920Б БГК-2152 и БГК-2153. Также были получены восемь новых многофункциональных буксиров для вспомогательного флота. Вернулись в строй после ремонта ПЛАРК К-150 «Томск» и МПЛАТРК К-419 «Кузбасс». Береговые части получили ракетный комплекс «Бал» и ракетные системы С-400 «Триумф». Кроме того, морская авиация пополнилась двумя модернизированными самолётами Ил-38Н. Заложены: корвет проекта 20380 «Герой Российской Федерации Алдар Цыденжапов», РПКСН 4-го поколения К-554 «Император Александр III», транспорт вооружений проекта 20183ТВ «Академик Макеев». С сентября 2015 года корабли Тихоокеанского флота принимают участие в Военной операции России в Сирии, обеспечивая прикрытие Авиационной группы ВКС России в составе оперативного соединения ВМФ России на Средиземном море.
В 2016 году подразделение беспилотных летательных аппаратов на Камчатке пополнилось партией новых БПЛА «Орлан-10». В береговые части продолжили поступать комплексы С-400 «Триумф» и «Бал». На флот поступила вторая стратегическая атомная подводная лодка проекта 955 «Борей» К-551 «Владимир Мономах» и два противодиверсионных катера проекта 21980 П-420 и П-417. Передача в состав Тихоокеанского флота ракетного крейсера «Маршал Устинов» после модернизации была отменена, крейсер вернулся в состав Северного флота.
В 2017 году в состав Тихоокеанского флота вошёл корвет проекта 20380 «Совершенный», в 2018 году — корвет «Громкий»; в конце 2020 года — корвет проекта 20385 «Гремящий» и корвет проекта 22380 «Герой Российской Федерации Алдар Цыденжапов». Принято флотом в июне 2019 года малое гидрографическое судно проекта 19910 «Александр Рогоцкий». Вернулся в строй после модернизации средний разведывательный корабль ССВ-535 «Карелия».
По итогам 2017 года Тихоокеанский флот признан лучшим в ВМФ России по боевой подготовке.
В апреле 2019 года заместитель главкома ВМФ по вооружению вице-адмирал Игорь Мухаметшин сообщил, что до 2025 Тихоокеанский флот России получит ещё шесть дизель-электрических подводных лодок проекта 636.3 «Варшавянка». По информации Минобороны РФ, серия из шести новых подлодок «Варшавянка» для Тихоокеанского флота будет оснащена новыми гидроакустическими пластинами, которые позволяют приблизить шумность лодки к фоновым значениям шума моря на различных частотах и глубинах. По словам военных экспертов, новые тихоокеанские подлодки будут выполнять задачи по охране Курильских проливов и защите военно-морских баз.
25 ноября 2019 года головная ДЭПЛ проекта «Петропавловск-Камчатский» вступила в строй, вошла в состав 19-й бригады подводных лодок Приморской флотилии разнородных сил ТОФ. 26 декабря 2019 года спущена на воду вторая в серии подлодка Б-603 «Волхов», вступившая в строй 24 октября 2020 года, которая вошла в состав 19-й бригады подводных лодок Приморской флотилии разнородных сил ТОФ. 3 сентября 2021 года. Дизель-электрические подводные лодки проекта 636.3 — «Петропавловск-Камчатский» и «Волхов» Тихоокеанского флота выполняют переход с Балтики к месту постоянного базирования. Позже к ним присоединился корвет 20385 — «Гремящий».
По итогам 2019 года Тихоокеанский флот признан лучшим.
В 2020 году в состав флота вошёл тральщик проекта 12700 «Александрит» — «Яков Баляев».
В постройке находятся УДК 23900 — «Иван Рогов»; фрегаты проекта 22350 — «Адмирал Амелько», «Адмирал Спиридонов», «Адмирал Юмашев»; корветы проектов 20380 — «Резкий», «Грозный», «Бравый» и 20385 «Проворный», «Буйный»; ракетные подводные крейсера стратегического назначения проекта 955A — К-553 «Генералиссимус Суворов» и К-554 «Император Александр III»; подводные лодки проекта 636.3 «Варшавянка» — Б-588 «Уфа», «Можайск», и «Якутск»; многоцелевые атомные подводные крейсера с крылатыми ракетами (ПЛАРК) проекта 885М «Ясень-М» — К-571 «Красноярск», «Пермь» и «Владивосток» ; БДК 11711 — «Владимир Андреев», «Василий Трушин»; тральщики проекта 12700 — «Пётр Ильичёв», «Анатолий Шлемов», «Лев Чернавин»; малые ракетные корабли проекта 22800 — «Ржев», «Удомля», «Павловск», «Уссурийск»; судно тылового обеспечения проекта 23120 «Капитан Шевченко» (строительство приостановлено) ; 2 малых морских танкера проекта 03182 — «Михаил Барсков» и « Борис Аверкин»; морской буксир проекта 23470 «Андрей Степанов». В 2021 году встал на модернизацию (бывший БПК) фрегат 1155М «Адмирал Виноградов»; Продолжается модернизация: атомных подводных крейсеров с крылатыми ракетами (ПЛАРК) проекта 949А — К-132 «Иркутск» и К-442 «Челябинск»; подводных лодок проекта 971 — К-331, К-295 «Самара» и К-152 «Нерпа».
28 сентября Министерство обороны России сообщило о том, что атомный ракетный подводный крейсер стратегического назначения «Князь Олег» проекта 955А «Борей-А» и атомный подводный крейсер с крылатыми ракетами «Новосибирск» проекта 885М «Ясень-М» совершили межфлотский переход с Северного на Тихоокеанский флот прибыли в пункт постоянной дислокации в Камчатском крае. Часть маршрута АПЛ прошли подо льдами. В мае 2022 командующий ТФО Сергей Авакянц сообщил, что помимо этих АПЛ флот получит на вооружение дизель-электрическую подводную лодку «Магадан».
6 декабря 2022 года на расширенном заседании Военного Совета Тихоокеанский флот шестой год подряд признан лучшим по видам боевой подготовки в ВМФ.
25 сентября 2024 года в состав Тихоокеанского флота вошли две атомные подводные лодки 4-го поколения.  Это К-554 «Император Александр III» проекта «Борей-А», основным вооружений которой баллистические ракеты Р-30 «Булава» и до 40 торпед. А также  подлодка К-571«Красноярск» проекта 885М «Ясень-М», вооруженная крылатыми ракетами  «Оникс», «Циркон» или «Калибр». Годом ранее ТОФ был пополнен пятью субмаринами — двумя дизельными и тремя атомными.

## Командование Тихоокеанским флотом СССР и России

### Командующие
Начальники (с января 1926 командующие) Морских сил Дальнего Востока
- Кожанов, Иван Кузьмич (ноябрь 1922 — июль 1924)
- Селитренников, Василий Васильевич (июль 1924 — сентябрь 1926)[41]
- Викторов, Михаил Владимирович (апрель 1932 — январь 1935)

Командующие Тихоокеанским флотом ВС Союза ССР и России:
- Викторов, Михаил Владимирович (январь 1935 — июнь 1937), флагман флота 1 ранга (с 11.1935)
- Киреев, Григорий Петрович (июнь 1937 — январь 1938), флагман флота 2 ранга
- Кузнецов, Николай Герасимович (январь 1938 — март 1939), флагман 2 ранга
- Юмашев, Иван Степанович (март 1939 — январь 1947), флагман флота 2 ранга, с 06.1940 вице-адмирал, с 05.1943 адмирал

В 1947 году Тихоокеанский флот был разделён на 5-й и 7-й военно-морские флоты.
| 5-й военно-морской флот - Фролов, Александр Сергеевич (февраль 1947 — февраль 1950), вице-адмирал - Кузнецов, Николай Герасимович (февраль 1950 — июль 1951), контр-адмирал, с 01.1951 вице-адмирал - Пантелеев, Юрий Александрович (август 1951 — апрель 1953), вице-адмирал | 7-й военно-морской флот - Байков, Иван Иванович (январь 1947 — октябрь 1951), вице-адмирал - Холостяков, Георгий Никитич (октябрь 1951 — апрель 1953), вице-адмирал |

В 1953 году 5-й и 7-й военно-морские флоты были вновь объединены в Тихоокеанский флот.
- Пантелеев, Юрий Александрович (август 1953 — январь 1956), адмирал.
- Чекуров, Валентин Андреевич (январь 1956 — февраль 1958), вице-адмирал.
- Фокин, Виталий Алексеевич (февраль 1958 — июнь 1962), адмирал.
- Амелько, Николай Николаевич (июнь 1962 — март 1969), вице-адмирал, с 04.1964 адмирал.
- Смирнов, Николай Иванович (март 1969 — сентябрь 1974), вице-адмирал, с 04.1970 адмирал, с 11.1973 адмирал флота.
- Маслов, Владимир Петрович (сентябрь 1974 — август 1979), вице-адмирал, с 04.1975 адмирал.
- Спиридонов, Эмиль Николаевич (август 1979 — февраль 1981), вице-адмирал, с 10.1979 адмирал.
- Сидоров, Владимир Васильевич (февраль 1981 — декабрь 1986), адмирал.
- Хватов, Геннадий Александрович (декабрь 1986 — апрель 1993), вице-адмирал, с 10.1987 адмирал.
- Гуринов, Георгий Николаевич (апрель 1993 — май 1994), вице-адмирал, с 04.1993 адмирал
- Хмельнов, Игорь Николаевич (май 1994 — февраль 1996, врио до августа 1995), вице-адмирал, с 08.1994 адмирал.
- Куроедов, Владимир Иванович (февраль 1996 — июль 1997), вице-адмирал, с 04.1996 адмирал
- Захаренко, Михаил Георгиевич (июль 1997 — июль 2001), вице-адмирал, с 1998 адмирал.
- Сучков, Геннадий Александрович (июль — декабрь 2001), вице-адмирал.
- Фёдоров, Виктор Дмитриевич (декабрь 2001 — декабрь 2007), вице-адмирал, с 2002 адмирал.
- Сиденко, Константин Семёнович (декабрь 2007 — 29 октября 2010), вице-адмирал, с 2010 адмирал.
- Авакянц, Сергей Иосифович (3 мая 2012 — 20 апреля 2023; 29 октября 2010 — 3 мая 2012 как врио), контр-адмирал, с 2012 вице-адмирал, с 2014 адмирал[43].
- Лиина, Виктор Николаевич (с 21 апреля 2023), адмирал.

### Начальники штаба ТОФ ВМФ России
- Захаренко, Михаил Георгиевич (ноябрь 1996 — июль 1997), вице-адмирал
- Фёдоров, Виктор Дмитриевич (сентябрь 1997 — декабрь 2001), вице-адмирал
- Сиденко, Константин Семёнович (апрель 2002 — май 2006), вице-адмирал
- Мардусин, Виктор Николаевич (май 2006 — декабрь 2007), вице-адмирал
- Авакянц, Сергей Иосифович (август 2010 — май 2012), контр-адмирал
- Касатонов, Владимир Львович (сентябрь 2012 — сентябрь 2016), вице-адмирал
- Осипов, Игорь Владимирович (сентябрь 2016 — август 2018), вице-адмирал
- Рекиш, Сергей Григорьевич (август 2018 — по н.в.), вице-адмирал

### Заместители командующего
- заместитель командующего Тихоокеанским флотом по авиации Тихомиров, Анатолий Васильевич (1998 — 2001), генерал-лейтенант авиации с 1999 г.

### Корабельный состав
| Класс/тип                                                                             | Наименование                                                     | Изготовитель           | б/н                                                       | Даты закладки/ спуска на воду/ ввода в строй                                                                                      | Состояние                                                 | Фото |
| ------------------------------------------------------------------------------------- | ---------------------------------------------------------------- | ---------------------- | --------------------------------------------------------- | --- | --------------------------------------------------------- | ---- |
| Универсальные десантные корабли-вертолётоносцы — + 1                                  |                                                                  |                        |                                                           | |                                                           |      |
| Универсальные десантные корабли проекта 23900 типа «Иван Рогов»                       | «Иван Рогов»                                                     | ССЗ «Залив» (г. Керчь) |                                                           | 20.07.2020/ 2027/ 12.2028 | Строится                                                  |      |
| Ракетный крейсер — 1                                                                  |                                                                  |                        |                                                           | |                                                           |      |
| Ракетный крейсер проекта 1164 «Атлант»                                                |                                                                  |                        |                                                           | |                                                           |      |
| «Варяг»                                                                               | Судостроительный завод имени 61 коммунара (г. Николаев)          | 011                    | 31.07.1979/ 28.08.1983/ 25.12.1989                        | Флагман ТОФ. В строю |                                                           |      |
| Эскадренные миноносцы — 0                                                             |                                                                  |                        |                                                           | |                                                           |      |
| Эскадренные миноносцы проекта 956 «Сарыч»                                             |                                                                  |                        |                                                           | |                                                           |      |
| «Бурный»                                                                              | Завод № 190 им. А. А. Жданова (г. Ленинград)                     | 778                    | 30.09.1988                                                | В резерве перед утилизацией |                                                           |      |
| «Быстрый»                                                                             | Завод № 190 им. А. А. Жданова (г. Ленинград)                     | 715                    | 30.09.1989                                                | В резерве перед утилизацией |                                                           |      |
| Большие противолодочные корабли — 2 / Фрегаты — 4 + 2                                 |                                                                  |                        |                                                           | |                                                           |      |
| Большие противолодочные корабли (фрегаты) проекта 1155(М) «Фрегат»                    |                                                                  |                        |                                                           | |                                                           |      |
| «Маршал Шапошников»                                                                   | Прибалтийский завод «Янтарь» (г. Калининград)                    | 543                    | 25.05.1983/ 27.12.1984/ 02.02.1986                        | В 2021 году завершил ремонт и модернизацию, переклассифицирован во фрегат пр.1155М. В строю                                       |                                                           |      |
| «Адмирал Трибуц»                                                                      | Завод № 190 им. А. А. Жданова (г. Ленинград)                     | 564                    | 19.04.1980/ 26.03.1983/ 15.02.1986                        | В строю |                                                           |      |
| «Адмирал Виноградов»                                                                  | Прибалтийский завод «Янтарь» (г. Калининград)                    | 572                    | 05.02.1986/ 04.06.1987/ 30.12.1988                        | С 2021 по2026 год встал на ремонт и модернизацию, переклассифиципрван во фрегат пр. 1155М.                                        |                                                           |      |
| «Адмирал Пантелеев»                                                                   | Прибалтийский ССЗ «Янтарь»(г. Калининград)                       | 548                    | 24.05.1987/ 1988/ 01.05.1992                              | В строю |                                                           |      |
|                                                                                       |                                                                  |                        |                                                           | |                                                           |      |
| Фрегаты проекта 22350 типа «Адмирал Горшков» По классификации НАТО — «Gorshkov»       | «Адмирал флота Советского Союза Исаков»                          | Северная верфь         |                                                           | 14.11.2013/ 27.09.2024/ 2027 | Достраивается на плаву, готовится к швартовным испытаниям |      |
| Фрегаты проекта 22350 типа «Адмирал Горшков» По классификации НАТО — «Gorshkov»       | «Адмирал Амелько»                                                | Северная верфь         |                                                           | 23.04.2019/ 14.08.2025/ 12.2027                                                                                                   | Достраивается на плаву, готовится к швартовным испытаниям |      |
| Фрегаты проекта 22350 типа «Адмирал Горшков» По классификации НАТО — «Gorshkov»       | «Адмирал Чичагов»                                                | Северная верфь         |                                                           | 23.04.2019/ 2026/ 12.2028 | Строится                                                  |      |
| Фрегаты проекта 22350 типа «Адмирал Горшков» По классификации НАТО — «Gorshkov»       | «Адмирал Юмашев»                                                 | Северная верфь         |                                                           | 20.07.2020/ 2027/ 12.2029 | Строится                                                  |      |
| Корветы проекта 20380 — 4 + 2                                                         |                                                                  |                        |                                                           | |                                                           |      |
| Корветы проекта 20380 типа «Стерегущий»                                               |                                                                  |                        |                                                           | |                                                           |      |
| «Совершенный»                                                                         | Амурский судостроительный завод (г. Комсомольск-на-Амуре)        | 333                    | 30.06.2006/ 22.05.2015/ 20.07.2017                        | В строю |                                                           |      |
| «Громкий»                                                                             | Амурский судостроительный завод                                  | 335                    | 20.04.2012/ 28.07.2017/ 25.12.2018                        | В строю |                                                           |      |
| «Герой Российской Федерации Алдар Цыденжапов»                                         | Амурский судостроительный завод                                  | 339                    | 22.07.2015/ 21.10.2019/ 25.12.2020                        | В строю |                                                           |      |
| «Резкий»                                                                              | Амурский судостроительный завод                                  | 343                    | 01.07.2016/ 01.07.2021/ 14.09.2023                        | В строю |                                                           |      |
| «Грозный»                                                                             | Амурский судостроительный завод                                  |                        | 23.08.2021/ 2026/ 12.2027                                 | Строится |                                                           |      |
| «Бравый»                                                                              | Амурский судостроительный завод                                  |                        | 29.09.2021/ 2027/ 12.2028                                 | Строится |                                                           |      |
| Корветы проекта 20385 — 2 + 4                                                         |                                                                  |                        |                                                           | |                                                           |      |
| Корветы проекта 20385 типа «Гремящий»                                                 |                                                                  |                        |                                                           | |                                                           |      |
| «Гремящий»                                                                            | Северная верфь (г. Санкт-Петербург)                              | 337                    | 01.02.2012/ 30.06.2017/ 29.12.2020                        | В строю |                                                           |      |
| «Проворный»                                                                           | Северная верфь                                                   | 341                    | 25.07.2013/ 18.06.2024/ 12.2026                           | Достраивается на плаву, готовится к швартовным испытаниям                                                                         |                                                           |      |
| «Буйный»                                                                              | Амурский судостроительный завод (г. Комсомольск-на-Амуре)        |                        | 23.08.2021/ 2026/ 12.2027                                 | Строится |                                                           |      |
| «Разумный»                                                                            | Амурский судостроительный завод (г. Комсомольск-на-Амуре)        |                        | 12.06.2022/ 2027/ 12.2028                                 | Строится |                                                           |      |
| «Быстрый»                                                                             | Амурский судостроительный завод (г. Комсомольск-на-Амуре)        |                        | 01.07.2022/ 2027/ 12.2028                                 | Строится |                                                           |      |
| «Ретивый»                                                                             | Амурский судостроительный завод (г. Комсомольск-на-Амуре)        |                        | 09.06.2023/ 2028/ 12.2029                                 | Строится |                                                           |      |
| Малые боевые корабли — 10 + 2                                                         |                                                                  |                        |                                                           | |                                                           |      |
| Малые ракетные корабли проекта 1234 «Овод»                                            |                                                                  |                        |                                                           | |                                                           |      |
| «Смерч»                                                                               | Владивостокский судостроительный завод (г. Владивосток)          | 423                    | 16.11.1981/ 16.11.1984/ 30.12.1984                        | В ходе модернизации 6 ПУ ПКР П-120 «Малахит» заменены на 16 ПУ Х-35У «Уран». В строю                                              |                                                           |      |
| «Иней»                                                                                | Владивостокский судостроительный завод                           | 418                    | 25.12.1987                                                | В отстое перед утилизацией |                                                           |      |
| «Мороз»                                                                               | Владивостокский судостроительный завод                           | 409                    | 30.12.1989                                                | В отстое перед утилизацией |                                                           |      |
| «Разлив»                                                                              | Владивостокский судостроительный завод                           | 450                    | 31.12.1991                                                | В отстое перед утилизацией |                                                           |      |
| Малые ракетные корабли проекта 22800 «Каракурт»                                       |                                                                  |                        |                                                           | |                                                           |      |
| «Ржев»                                                                                | Амурский судостроительный завод (г. Комсомольск-на-Амуре)        | 400                    | 01.07.2019/ 27.09.2023/ 12.2025                           | Заводские ходовые испытания |                                                           |      |
| «Удомля»                                                                              | Амурский судостроительный завод (г. Комсомольск-на-Амуре)        | 401                    | 01.07.2019/ 27.09.2023/ 12.2026                           | Швартовные испытания |                                                           |      |
| «Павловск»                                                                            | Амурский судостроительный завод (г. Комсомольск-на-Амуре)        |                        | 29.07.2020/ 2026/ 12.2027                                 | Строится |                                                           |      |
| «Уссурийск»                                                                           | Амурский судостроительный завод (г. Комсомольск-на-Амуре)        |                        | 26.12.2019/ 2025/ 12.2026                                 | Строится |                                                           |      |
| Малые противолодочные корабли проекта 1124 «Альбатрос»                                |                                                                  |                        |                                                           | |                                                           |      |
| «Холмск»                                                                              | Судостроительный завод им. 60-летия СССР (г. Хабаровск)          | 369                    | 21.11.1985                                                | В строю |                                                           |      |
| «Приморский Комсомолец»                                                               | Судостроительный завод им. 60-летия СССР (г. Хабаровск)          | 354                    | 29.12.1987                                                | Выведен из состава флота |                                                           |      |
| «Кореец»                                                                              | Судостроительный завод им. 60-летия СССР (г. Хабаровск)          | 390                    | 20.12.1989                                                | В строю |                                                           |      |
| «Советская Гавань»                                                                    | «Ленинская кузня» (г. Киев)                                      | 350                    | 29.09.1990                                                | В строю |                                                           |      |
| МПК-107                                                                               | Судостроительный завод им. 60-летия СССР (г. Хабаровск)          | 332                    | 14.12.1990                                                | В строю |                                                           |      |
| «Метель»                                                                              | Судостроительный завод им. 60-летия СССР (г. Хабаровск)          | 323                    | 31.12.1990                                                | В строю |                                                           |      |
| МПК-82                                                                                | Судостроительный завод им. 60-летия СССР (г. Хабаровск)          | 375                    | 20.09.1991                                                | В строю |                                                           |      |
| «Усть-Илимск»                                                                         | Судостроительный завод им. 60-летия СССР (г. Хабаровск)          | 362                    | 30.12.1991                                                | В строю |                                                           |      |
| Боевые катера — 21                                                                    |                                                                  |                        |                                                           | |                                                           |      |
| Ракетные катера проекта 1241 «Молния»                                                 |                                                                  |                        |                                                           | |                                                           |      |
| Р-261                                                                                 | н/д                                                              | 991                    | 1988                                                      | В строю |                                                           |      |
| Р-297                                                                                 | н/д                                                              | 954                    | 1990                                                      | В строю |                                                           |      |
| Р-298                                                                                 | н/д                                                              | 971                    | 1990                                                      | В строю |                                                           |      |
| Р-11                                                                                  | н/д                                                              | 940                    | 1991                                                      | В строю |                                                           |      |
| Р-14                                                                                  | н/д                                                              | 924                    | 1991                                                      | В строю |                                                           |      |
| Р-18                                                                                  | н/д                                                              | 937                    | 1992                                                      | В строю |                                                           |      |
| Р-19                                                                                  | н/д                                                              | 978                    | 1992                                                      | В строю |                                                           |      |
| Р-20                                                                                  | н/д                                                              | 921                    | 1993                                                      | В строю |                                                           |      |
| Р-24                                                                                  | н/д                                                              | 946                    | 1994                                                      | В строю |                                                           |      |
| Р-29                                                                                  |                                                                  | 916                    | 2003                                                      | В строю |                                                           |      |
| Противодиверсионный/ патрульный катер проекта 14159                                   |                                                                  |                        |                                                           | |                                                           |      |
| П-391                                                                                 | н/д                                                              | н/д                    | 1988                                                      | В строю |                                                           |      |
| П-400                                                                                 | н/д                                                              |                        | 1988                                                      | В строю |                                                           |      |
| П-404                                                                                 | н/д                                                              | 999                    |                                                           | В строю |                                                           |      |
| П-405                                                                                 | н/д                                                              | 978                    |                                                           | В строю |                                                           |      |
| П-406                                                                                 | н/д                                                              |                        |                                                           | В строю |                                                           |      |
| Катера специального назначения проекта 21980 «Грачонок»                               |                                                                  |                        |                                                           | |                                                           |      |
| П-377                                                                                 | «Восточная верфь» (г. Владивосток)                               | 996                    | 15.03.2012/ 24.06.2013/ 26.09.2013                        | В строю |                                                           |      |
| П-420 «Юнармеец Приморья»                                                             | Восточная верфь                                                  | 997                    | 08.2012/ 29.11.2013/ 24.02.2014                           | В строю |                                                           |      |
| П-417 «Юнармеец Камчатки»                                                             | Восточная верфь                                                  | 998                    | 12.2012/ 04.07.2014/ 25.09.2014                           | В строю |                                                           |      |
| П-431 «Юнармеец Чукотки»                                                              | Восточная верфь                                                  | 994                    | 2016/ 08.2017/ 28.12.2017                                 | В строю |                                                           |      |
| П-445                                                                                 | Восточная верфь                                                  | 973                    | 06.2017/ 12.10.2018/ 14.01.2019                           | В строю |                                                           |      |
| П-450 «Юнармеец Сахалина»                                                             | Восточная верфь                                                  | 969                    | 2019/ 10.08.2020/ 28.05.2021                              | В строю |                                                           |      |
| Морской тральщик (МТ) / Базовый тральщик (БТ) / Рейдовый тральщик (РТ) — 12           |                                                                  |                        |                                                           | |                                                           |      |
| Тральщики проекта 266М «Аквамарин-М»                                                  |                                                                  |                        |                                                           | |                                                           |      |
| МТ-264                                                                                | Средне-Невский судостроительный завод (г. Санкт-Петербург)       | 761                    | 1989                                                      | В строю |                                                           |      |
| МТ-265                                                                                | Средне-Невский судостроительный завод                            | 764                    | 1989                                                      | В строю |                                                           |      |
| Базовые тральщики проекта 1265 «Яхонт»                                                |                                                                  |                        |                                                           | |                                                           |      |
| БТ-100                                                                                | н/д                                                              | 565                    | 1984                                                      | В строю |                                                           |      |
| БТ-325                                                                                | н/д                                                              | 586                    | 1985                                                      | В строю |                                                           |      |
| БТ-114                                                                                | н/д                                                              | 542                    | 1987                                                      | В строю |                                                           |      |
| БТ-232                                                                                | н/д                                                              | 525                    | 1988                                                      | В строю |                                                           |      |
| БТ-245                                                                                | н/д                                                              | 553                    | 1989                                                      | В строю |                                                           |      |
| БТ-256                                                                                | н/д                                                              | 560                    | 1990                                                      | В строю |                                                           |      |
| БТ-215                                                                                | н/д                                                              | 593                    | 1991                                                      | В строю |                                                           |      |
| Базовые тральщики проекта 12700 «Александрит»                                         |                                                                  |                        |                                                           | |                                                           |      |
| «Яков Баляев»                                                                         | Средне-Невский судостроительный завод (г. Санкт-Петербург)       | 701                    | 26.12.2017/ 29.01.2020/ 26.12.2020                        | В строю |                                                           |      |
| «Пётр Ильичёв»                                                                        | Средне-Невский судостроительный завод                            | 721                    | 25.07.2018/ 28.04.2021/ 16.11.2022                        | В строю |                                                           |      |
| «Анатолий Шлемов»                                                                     | Средне-Невский судостроительный завод                            | 757                    | 12.07.2019/ 26.11.2021/ 29.12.2022                        | В строю |                                                           |      |
| Большие десантные корабли (БДК) — 5 + 1                                               |                                                                  |                        |                                                           | |                                                           |      |
| Большие десантные корабли проекта 1171 «Тапир»                                        |                                                                  |                        |                                                           | |                                                           |      |
| «Николай Вилков»                                                                      | Прибалтийский завод «Янтарь» (г. Калининград)                    | 081                    | 30.07.1974                                                | В строю |                                                           |      |
| Большие десантные корабли проекта 775                                                 |                                                                  |                        |                                                           | |                                                           |      |
| «Ослябя»                                                                              | «Stocznia Polnocna» (г. Гданьск, Польша)                         | 066                    | 19.12.1981                                                | В строю |                                                           |      |
| «Адмирал Невельской»                                                                  | Stocznia Polnocna                                                | 055                    | 28.09.1982                                                | В строю |                                                           |      |
| «Пересвет»                                                                            | Stocznia Polnocna                                                | 077                    | 10.04.1991                                                | В строю |                                                           |      |
| Большие десантные корабли проекта 11711 типа «Владимир Андреев»                       |                                                                  |                        |                                                           | |                                                           |      |
| «Владимир Андреев»                                                                    | ССЗ «Янтарь» (г. Калининград)                                    |                        | 23.04.2019/ 30.05.2025/ 12.2027                           | Достраивается на плаву, готовится к швартовным испытаниям                                                                         |                                                           |      |
| «Василий Трушин»                                                                      | ССЗ «Янтарь»                                                     |                        | 23.04.2019/ 2026/ 12.2028                                 | Строится |                                                           |      |
| Десантный катер (ДКА) — 5                                                             |                                                                  |                        |                                                           | |                                                           |      |
| Десантные катера проекта 1176 «Акула»                                                 |                                                                  |                        |                                                           | |                                                           |      |
| Д-704                                                                                 | «Азовская судоверфь» (г. Азов)                                   | 640                    | 30.06.1976                                                | В строю |                                                           |      |
| Д-70                                                                                  | Азовская судоверфь                                               | 677                    | 30.07.1981                                                | В строю |                                                           |      |
| Д-57                                                                                  | Восточная верфь (г. Владивосток)                                 | 675                    | 2007                                                      | В строю |                                                           |      |
| Десантные катера проекта 11770 «Серна»                                                |                                                                  |                        |                                                           | |                                                           |      |
| Андрей Иванов                                                                         | Восточная верфь (г. Владивосток)                                 | 650                    | 11.12.2008/ 15.04.2010/ 10.06.2010                        | В строю |                                                           |      |
| Десантные катера проекта 21820 «Дюгонь»                                               |                                                                  |                        |                                                           | |                                                           |      |
| «Иван Карцов»                                                                         | Восточная верфь (г. Владивосток)                                 | 685                    | 2010/ 30,09,2013/ 12.06.2015                              | В строю |                                                           |      |
| Ракетные подводные крейсера стратегического назначения (РПКСН) — 5                    |                                                                  |                        |                                                           | |                                                           |      |
| Подводные лодки проекта 955 «Борей» (955А «Борей-А»)                                  |                                                                  |                        |                                                           | |                                                           |      |
| К-550 «Александр Невский»                                                             | Северное машиностроительное предприятие (г. Северодвинск)        | 819                    | 19.03.2004/ 13.12.2010/ 23.12.2013                        | В строю |                                                           |      |
| К-551 «Владимир Мономах»                                                              | Северное машиностроительное предприятие (г. Северодвинск)        | 817                    | 19.03.2006/ 30.12.2012/ 19.12.2014                        | В строю |                                                           |      |
| К-552 «Князь Олег»                                                                    | Северное машиностроительное предприятие (г. Северодвинск)        | 841                    | 27.07.2014/ 16.07.2020/ 21.12.2021                        | В строю |                                                           |      |
| К-553 «Генералиссимус Суворов»                                                        | Северное машиностроительное предприятие (г. Северодвинск)        |                        | 26.12.2014/ 11.01.2022/ 29.12.2022                        | В строю |                                                           |      |
| К-554 «Император Александр III»                                                       | Северное машиностроительное предприятие (г. Северодвинск)        | 845                    | 18.12.2015/ 29.12.2022/ 11.12.2023                        | В строю |                                                           |      |
| Атомные подводные лодки с крылатыми ракетами (ПЛАРК) — 8 + 1 / АПЛ спецназначения — 1 |                                                                  |                        |                                                           | |                                                           |      |
| Подводные лодки проекта 949А(М) «Антей»                                               |                                                                  |                        |                                                           | |                                                           |      |
| К-132 «Иркутск»                                                                       | Северное машиностроительное предприятие (г. Северодвинск)        | 929                    | 08.05.1985/ 29.12.1987/ 30.12.1988                        | В ремонте и модернизации |                                                           |      |
| К-442 «Челябинск»                                                                     | Северное машиностроительное предприятие (г. Северодвинск)        | 904                    | 21.05.1987/ 18.06.1990/ 28.12.1990                        | В ремонте и модернизации |                                                           |      |
| К-456 «Тверь»                                                                         | Северное машиностроительное предприятие (г. Северодвинск)        | 920                    | 09.02.1988/ 28.06.1991/ 18.08.1992                        | В строю |                                                           |      |
| К-186 «Омск»                                                                          | Северное машиностроительное предприятие (г. Северодвинск)        | 947                    | 13.07.1989/ 10.05.1993/ 15.12.1993                        | В строю |                                                           |      |
| К-150 «Томск»                                                                         | Северное машиностроительное предприятие (г. Северодвинск)        | 932                    | 27.08.1991/ 20.07.1996/ 30.12.1996                        | В строю |                                                           |      |
| Подводная лодка проекта 09852                                                         |                                                                  |                        |                                                           | |                                                           |      |
| БС-329 «Белгород»                                                                     | Северное машиностроительное предприятие (г. Северодвинск)        |                        | 24.07.1992/ 20.12.2012(перезалож)/ 23.04.2019/ 08.07.2022 | В строю |                                                           |      |
| Подводные лодки проекта 885М «Ясень-М»                                                |                                                                  |                        |                                                           | |                                                           |      |
| К-573 «Новосибирск»                                                                   | Северное машиностроительное предприятие (г. Северодвинск)        |                        | 26/07/2013/ 25.12.2019/ 21.12.2021                        | В строю |                                                           |      |
| К-571 «Красноярск»                                                                    | Северное машиностроительное предприятие (г. Северодвинск)        |                        | 27.07.2014/ 30.07.2021/ 11.12.2023                        | В строю |                                                           |      |
| «Пермь»                                                                               | Северное машиностроительное предприятие (г. Северодвинск)        |                        | 29.07.2016/ 27.03.2025/ 2026                              | Достраивается на плаву, готовится к швартовным испытаниям                                                                         |                                                           |      |
| «Владивосток»                                                                         | Северное машиностроительное предприятие (г. Северодвинск)        |                        | 20.07.2020/ 2028/ 12.2029                                 | Строится |                                                           |      |
| Большая атомная подводная лодка (ПЛАТ) — 4                                            |                                                                  |                        |                                                           | |                                                           |      |
| Подводные лодки проекта 971 «Щука-Б»                                                  |                                                                  |                        |                                                           | |                                                           |      |
| К-331                                                                                 | Завод имени Ленинского комсомола № 199 (г. Комсомольск-на-Амуре) | 997                    | 28.12.1989/ 23.06.1990/ 31.12.1990                        | Ожидается, что подлодка будет передана в лизинг ВМС Индии. В ремонте и модернизации                                               |                                                           |      |
| К-419 «Кузбасс»                                                                       | Завод имени Ленинского комсомола № 199 (г. Комсомольск-на-Амуре) | 951                    | 28.07.1991/ 18.05.1992/ 31.12.1992                        | В строю |                                                           |      |
| К-295 «Самара»                                                                        | Завод имени Ленинского комсомола № 199 (г. Комсомольск-на-Амуре) | 970                    | 07.11.1993/ 15.07.1994/ 29.07.1995                        | В ремонте и модернизации |                                                           |      |
| К-152 «Нерпа»                                                                         | Завод имени Ленинского комсомола № 199 (г. Комсомольск-на-Амуре) |                        | 12.1991/ 24.06.2006/ 29.12.2009                           | Была передана 23.01.2012 в лизинг ВМС Индии. Передана России из-за ЧП раньше срока завершения лизинга в июне 2021 года. В ремонте |                                                           |      |
| Дизель-электрические подводные лодки (ДЭПЛ) — 10                                      |                                                                  |                        |                                                           | |                                                           |      |
| Подводные лодки проекта 877 «Палтус»                                                  |                                                                  |                        |                                                           | |                                                           |      |
| Б-394 «Нурлат»                                                                        | Завод имени Ленинского комсомола № 199 (г. Комсомольск-на-Амуре) | 522                    | 15.04.1988/ 03.09.1988/ 30.12.1988                        | В строю |                                                           |      |
| Б-464 «Усть-Камчатск»                                                                 | Завод имени Ленинского комсомола № 199 (г. Комсомольск-на-Амуре) | 547                    | 26.05.1989/ 23.09.1989/ 30.01.1990                        | В строю |                                                           |      |
| Б-494 «Усть-Большерецк»                                                               | Завод имени Ленинского комсомола № 199 (г. Комсомольск-на-Амуре) | 549                    | 05.05.1990/ 04.10.1990/ 30.12.1990                        | В строю |                                                           |      |
| Б-187 «Комсомольск-на-Амуре»                                                          | Завод имени Ленинского комсомола № 199 (г. Комсомольск-на-Амуре) | 529                    | 07.05.1991/ 05.10.1991/ 30.12.1991                        | В строю |                                                           |      |
| Б-190 «Краснокаменск» (надо её убрать, она списана)                                   | Завод имени Ленинского комсомола № 199 (г. Комсомольск-на-Амуре) | 521                    | 30.12.1992                                                | Списана. 01.09.2023 г. выведена из состава флота для утилизации.                                                                  |                                                           |      |
| Подводные лодки проекта 636.3 «Варшавянка»                                            |                                                                  |                        |                                                           | |                                                           |      |
| Б-274 «Петропавловск-Камчатский»                                                      | «Адмиралтейские верфи» (Санкт-Петербург)                         |                        | 28.07.2017/ 28.03.2019/ 25.11.2019                        | В строю |                                                           |      |
| Б-603 «Волхов»                                                                        | «Адмиралтейские верфи» (Санкт-Петербург)                         |                        | 28.07.2017/ 26.12.2019/ 24.10.2020                        | В строю |                                                           |      |
| Б-602 «Магадан»                                                                       | «Адмиралтейские верфи» (Санкт-Петербург)                         |                        | 01.11.2019/ 26.03.2021/ 12.10.2021                        | В строю |                                                           |      |
| Б-588 «Уфа»                                                                           | «Адмиралтейские верфи» (Санкт-Петербург)                         |                        | 01.11.2019/ 31.03.2022/ 16.11.2022                        | В строю |                                                           |      |
| Б-608 «Можайск»                                                                       | «Адмиралтейские верфи» (Санкт-Петербург)                         |                        | 23.08.2021/ 27.04.2023/ 28.11.2023                        | В строю |                                                           |      |
| Б-610 «Якутск»                                                                        | «Адмиралтейские верфи» (Санкт-Петербург)                         |                        | 23.08.2021/ 11.10.2024/ 11.06.2025                        | В строю |                                                           |      |

## Текущая организационно-корабельная структура
На декабрь 2023 года в составе Тихоокеанского флота находилось: 5 атомных ракетных подводных крейсеров стратегического назначения (АРПКСН), 7 атомных подводных лодок с крылатыми ракетами (ПЛАРК), 4 многоцелевых атомных подводных лодок (МЦАПЛ), 1 спецподводная лодка, 9 дизель-электрических подводных лодок (ДЭПЛ), 5 надводных кораблей дальней морской и океанской зоны (Крейсер, Фрегат, БПК), 5 корветов, 12 тральщиков, 4 больших десантных корабля (БДК), 5 десантных катеров (ДК) и 34 надводных корабля ближней морской зоны (МПК, МРК и БРК), 11 катеров специального назначения (противодиверсионных).
К концу 2024 — началу 2025 года планируется сформировать в составе подводных сил Тихоокеанского флота дивизию атомных подлодок спецназначения — носителей ядерных беспилотных подводных аппаратов «Посейдон».

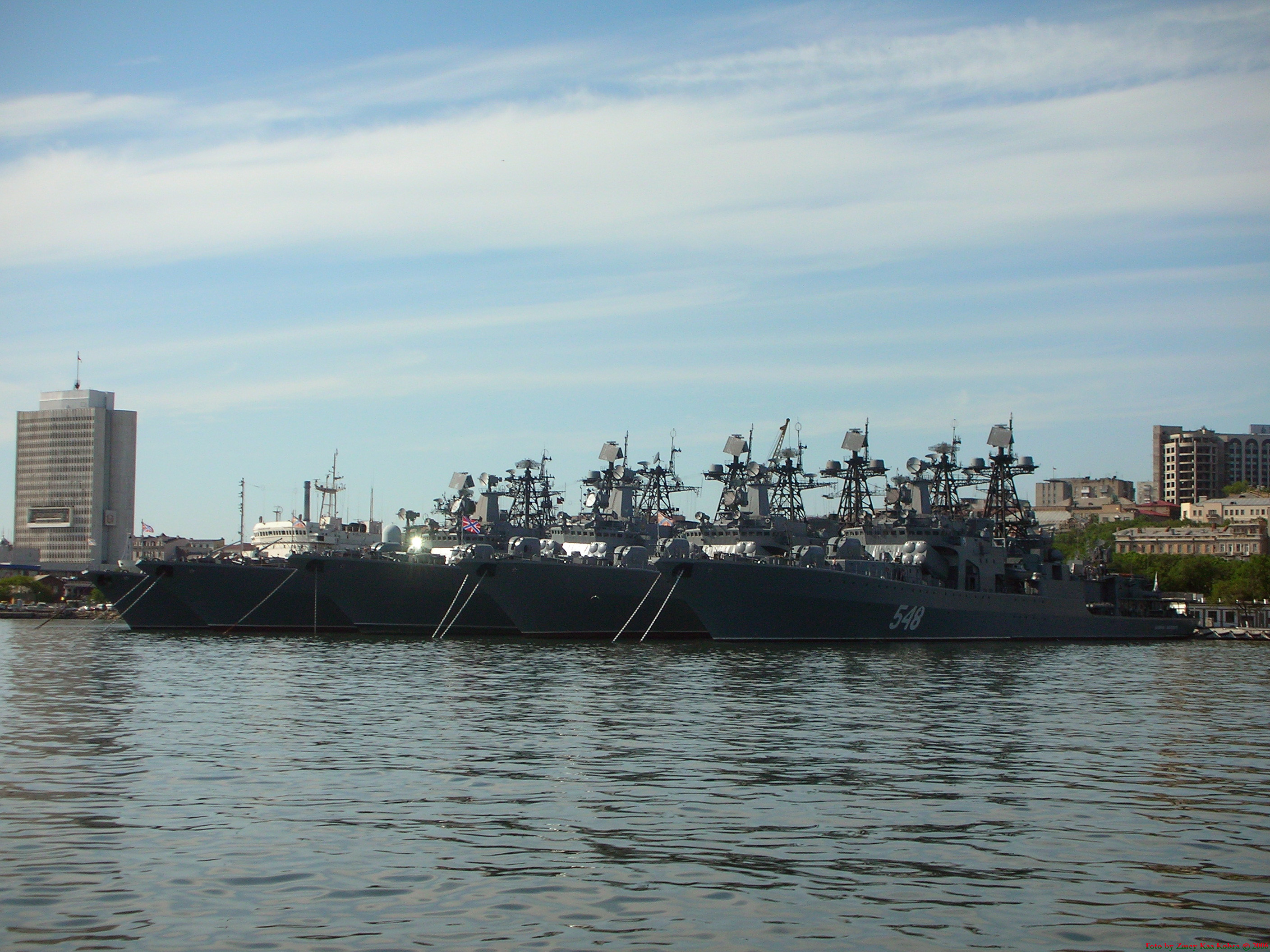
Корабли ТОФ перед зданием штаба ТОФ

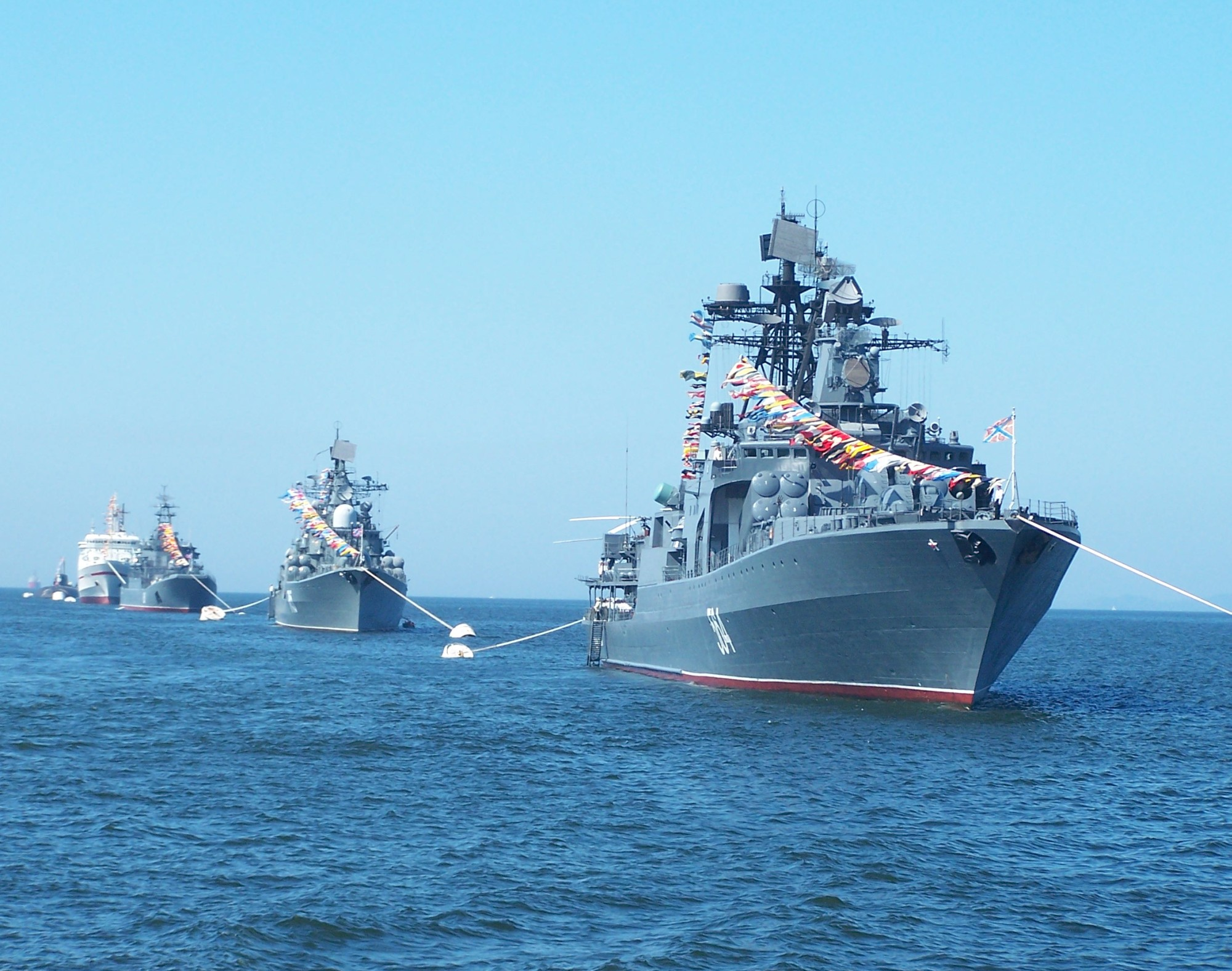
Корабли ТОФ в кильватерном строю

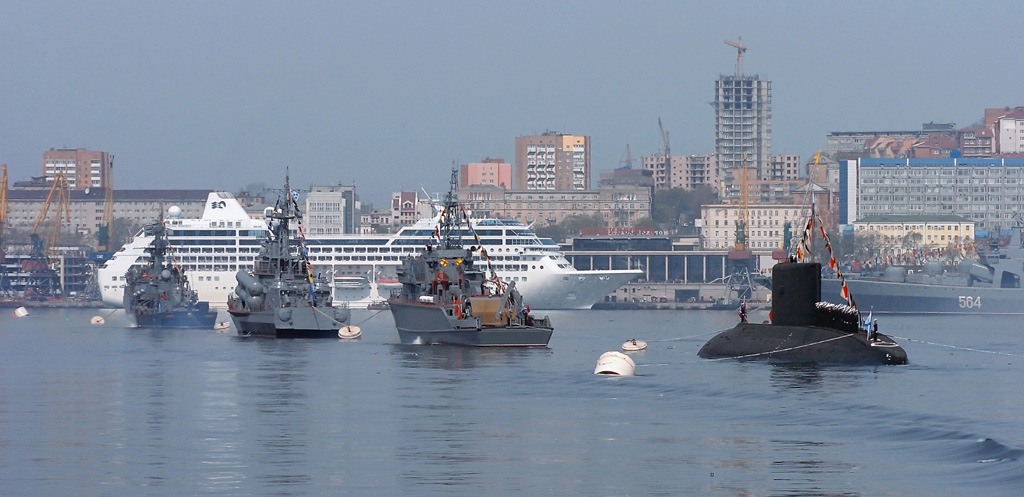
Морской парад кораблей, посвящённый 275-летию Тихоокеанского флота. Россия, Владивосток, Приморский край

### Приморская флотилия разнородных сил(Фокино)

#### 36-я дивизия надводных кораблей
| Бортовой номер | Наименование | Класс            | Проект | В составе флота         | Состояние                   |
| -------------- | ------------ | ---------------- | ------ | ----------------------- | --------------------------- |
| 011            | «Варяг»      | Ракетный крейсер | 1164   | С 16 октября 1989 года  | В строю                     |
| 778            | «Бурный»     | Эсминец          | 956    | С 30 сентября 1988 года | В резерве перед утилизацией |
| 715            | «Быстрый»    | Эсминец          | 956    | С 30 сентября 1989 года | В резерве                   |

##### 44-я бригада противолодочных кораблей (Владивосток)
| Бортовой номер | Наименование                                  | Класс  | Проект | В составе флота        | Состояние |
| -------------- | --------------------------------------------- | ------ | ------ | ---------------------- | --------- |
| 543            | «Маршал Шапошников»                           | Фрегат | 1155М  | С 30 декабря 1985 года | В строю   |
| 564            | «Адмирал Трибуц»                              | БПК    | 1155   | С 15 февраля 1986 года | В строю   |
| 572            | «Адмирал Виноградов»                          | Фрегат | 1155М  | С 30 декабря 1988 года | В ремонте |
| 548            | «Адмирал Пантелеев»                           | БПК    | 1155   | С 1 мая 1992 года      | В строю   |
| 333            | «Совершенный»                                 | Корвет | 20380  | 20.07.2017             | В строю   |
| 335            | «Громкий»                                     | Корвет | 20380  | 25.12.2018             | В строю   |
| 339            | «Герой Российской Федерации Алдар Цыденжапов» | Корвет | 20380  | 25.12.2020             | В строю   |
| 343            | «Резкий»                                      | Корвет | 20380  | 14.09.2023             | В строю   |
|                | «Грозный»                                     | Корвет | 20380  |                        | Строится  |
|                | «Бравый»                                      | Корвет | 20380  |                        | Строится  |

##### 100-я бригада десантных кораблей (Фокино)
| Бортовой номер | Наименование         | Класс | Проект | В составе флота | Состояние |
| -------------- | -------------------- | ----- | ------ | --------------- | --------- |
| 081            | «Николай Вилков»     | БДК   | 1171   | С 1974 года     | В строю   |
| 066            | «Ослябя»             | БДК   | 775    | С 1981 года     | В строю   |
| 055            | «Адмирал Невельской» | БДК   | 775    | С 1982 года     | В строю   |
| 077            | «Пересвет»           | БДК   | 775М   | С 1991 года     | В строю   |
| 640            | Д-704                | ДКА   | 1176   | c 1976 года     | В строю   |
| 677            | Д-70                 | ДКА   | 1176   | c 1981 года     | В строю   |
| 675            | Д-57                 | ДКА   | 1176   | с 2007 года     | В строю   |
| 650            | Д-107                | ДКА   | 11770  | c 2010 года     | В строю   |
| 685            | «Иван Карцов»        | ДКА   | 21820  | c 2014 года     | В строю   |

##### 703-й центр материально-технического обеспечения
(в/ч 25030-6)

#### 165-я бригада надводных кораблей

##### 2-й гвардейский дивизион ракетных катеров (бухта Малый Улисс)
| Бортовой номер | Наименование | Класс          | Проект | В составе флота | Состояние |
| -------------- | ------------ | -------------- | ------ | --------------- | --------- |
| 991            | Р-261        | Ракетный катер | 12411  | С 1988 года     | В строю   |
| 951            | Р-297        | Ракетный катер | 12411  | С 1990 года     | В строю   |
| 971            | Р-298        | Ракетный катер | 12411  | С 1990 года     | В строю   |
| 940            | Р-11         | Ракетный катер | 12411М | С 1991 года     | В строю   |
| 924            | Р-14         | Ракетный катер | 12411М | С 1991 года     | В строю   |
| 937            | Р-18         | Ракетный катер | 12411М | С 1992 года     | В строю   |
| 978            | Р-19         | Ракетный катер | 12411М | С 1992 года     | В строю   |
| 921            | Р-20         | Ракетный катер | 12411М | С 1993 года     | В строю   |
| 946            | Р-24         | Ракетный катер | 12411М | С 1994 года     | В строю   |
| 916            | Р-29         | Ракетный катер | 12411М | С 2003 года     | В строю   |

##### 11-й дивизион кораблей охраны водного района (бухта Малый Улисс)
| Бортовой номер | Наименование                    | Класс            | Проект | В составе флота | Состояние |
| -------------- | ------------------------------- | ---------------- | ------ | --------------- | --------- |
| 354            | МПК-221 «Приморский комсомолец» | МПК              | 1124М  | С 1987 года     | В строю   |
| 390            | МПК-222 «Кореец»                | МПК              | 1124М  | С 1989 года     | В строю   |
| 323            | МПК-64 «Метель»                 | МПК              | 1124М  | С 1990 года     | В строю   |
| 362            | МПК-17 «Усть-Илимск»            | МПК              | 1124М  | С 1991 года     | В строю   |
| 565            | БТ-100                          | Базовый тральщик | 12650  | С 1984 года.    | В строю   |
| 542            | БТ-114                          | Базовый тральщик | 12650  | С 1987 года     | В строю   |
| 525            | БТ-232                          | Базовый тральщик | 12650  | С 1988 года     | В строю   |
| 553            | БТ-245                          | Базовый тральщик | 12650  | С 1989 года     | В строю   |
| 560            | БТ-256                          | Базовый тральщик | 12650  | С 1990 года     | В строю   |

#### 19-я бригада подводных лодок (Малый Улисс)
| Бортовой номер | Наименование                     | Класс | Проект       | В составе флота   | Состояние |
| -------------- | -------------------------------- | ----- | ------------ | ----------------- | --------- |
| 522            | Б-394 «Нурлат»                   | ДЭПЛ  | проект 877   | С 1988 года       | В строю   |
| 547            | Б-464 «Усть-Камчатск»            | ДЭПЛ  | проект 877   | С 1990 года       | В строю   |
| 549            | Б-494 «Усть-Большерецк»          | ДЭПЛ  | проект 877   | С 1990 года       | В строю   |
| 529            | Б-187 «Комсомольск-на-Амуре»     | ДЭПЛ  | проект 877   | С 1991 года       | В строю   |
|                | Б-274 «Петропавловск-Камчатский» | ДЭПЛ  | проект 636.3 | С 25.11.2019 года | В строю   |
|                | Б-603 «Волхов»                   | ДЭПЛ  | проект 636.3 | С 24.10.2020 года | В строю   |
|                | Б-602 «Магадан»                  | ДЭПЛ  | проект 636.3 | С 12.10.2021 года | В строю   |
|                | Б-588 «Уфа»                      | ДЭПЛ  | проект 636.3 | С 16.11.2022 года | В строю   |
|                | Б-608 «Можайск»                  | ДЭПЛ  | проект 636.3 | С 28.11.2023 года | В строю   |
|                | Б-610 «Якутск»                   | ДЭПЛ  | проект 636.3 | С 11.06.2025 года | В строю   |

#### 79-й отряд (аварийно-спасательного, флота) ТОФ (Владивосток)
- СОС «Игорь Белоусов»,
- СБС «Машук»,
- СБС «Фотий Крылов»,
- СБ-522,
- СБ-408,
- РВК-2048,
- РВК-1887,
- РВК-1886,
- РВК-598,
- ВМ-20,
- ПЖК-82,
- ПЖК-1514,
- Аварийно-спасательная партия

#### Отряд Судов Обеспечения, в/ч 44751 (г. Владивосток, Улисс)
| Наименование                 | Расположение | Суда |
| ---------------------------- | ------------ | --- |
|                              | Владивосток  | ПМ-59, втр-85, втр-87, втр-91, СФП-295, МБ-76, ПМ-52, СМТ «Вишера», СПК-44150                                                 |
| 1-я группа судов обеспечения | Владивосток  | СМТ «Печенга», КИЛ-21, МВТ-15, МВТ-17, ПСК 1991, ВТН-28, СМТ «Иркут», БМТ «Борис Бутома», СМТ «Ижора», ВТН-37, ВТН-60, ВТН-82 |
| 2-я группа судов обеспечения | Владивосток  | КС «Тавда», КИЛ-498, КИЛ-927, МБ «Калар», МБ-99, КБС «Кемь», СР-111, СФП-173, ГС «Иртыш»                                      |
| 3-я группа судов обеспечения | Владивосток  | ПК-58100, ПК-89100, БУК-149, РБ-217, МУС-781, МУС-342, РБ-262, РБ-194, РБ-203, РБ-179, РБ-240, РБ-325                         |
| 4-я группа судов обеспечения | Владивосток  | ПСК-1991 |
| группа судов обеспечения     | Фокино       | Баргузин, МБ-32, МБ-37, СР-180, СР-233, ВТР-72, РБ-22, РБ-326, РБ-7, МУС-554, КСВ-349, МУС-555                                |

| Бортовой номер | Название        | Класс                            | Проект | В составе флота | Состояние |
| -------------- | --------------- | -------------------------------- | ------ | --------------- | --------- |
| 331            | «Маршал Крылов» | Корабль измерительного комплекса | 1914.1 | С 1990 года.    | В строю   |

- Корабль находится под непосредственным управлением штаба бригады.

#### 515-й отдельный дивизион разведывательных кораблей

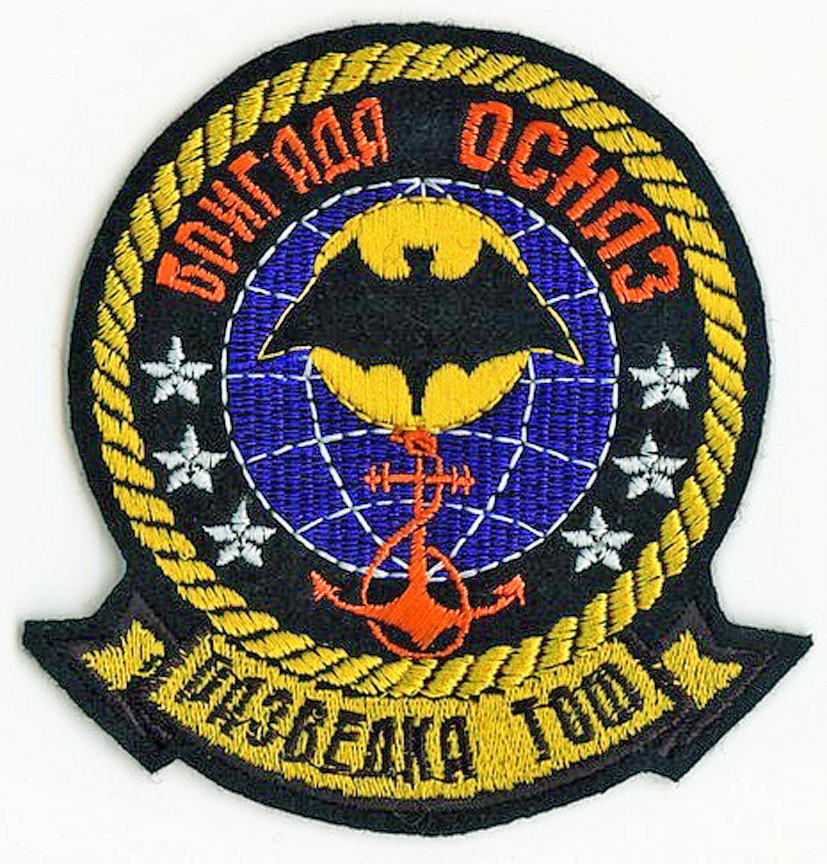
Шеврон 515 ОДНРЗК

| Бортовой номер | Наименование | Класс | Проект | В составе флота        | Состояние |
| -------------- | ------------ | ----- | ------ | ---------------------- | --------- |
| ССВ-80         | «Прибалтика» | БРЗК  | 1826   | С 1983 года            | В строю   |
| ССВ-208        | «Курилы»     | СРЗК  | 864    | С 16 октября 1987 года | В строю   |
| ССВ-535        | «Карелия»    | СРЗК  | 864    | С 5 июля 1986 года     | В строю   |
|                | «Угломер»    | МРЗК  | 1824Б  | С 1989 года            | В строю   |

#### Гидрографическая служба ТОФ
| Наименование            | Класс                          | Проект          | В составе флота |         |
| ----------------------- | ------------------------------ | --------------- | --------------- | ------- |
| ГС-113                  | Гидрографическое судно         | 870             | С 1969 года     | В строю |
| ГС-211                  | Гидрографическое судно         | 870             | С 1970 года     | В строю |
| ГС-199                  | Гидрографическое судно         | 870             | С 1970 года     | В строю |
| «Антарктида»            | Гидрографическое судно         | 861             | С 1970 года     | В строю |
| «Север»                 | Гидрографическое судно         | 861             | С 1971 года     | В строю |
| ГС-269                  | Гидрографическое судно         | 871             | С 1972 года     | В строю |
| ГС-200                  | Гидрографическое судно         | 871             | С 1973 года     | В строю |
| ГС-210                  | Гидрографическое судно         | 871             | С 1974 года     | В строю |
| ГС-272                  | Гидрографическое судно         | 872             | С 1978 года     | В строю |
| «Пегас»                 | Гидрографическое судно         | 862             | С 1979 года     | В строю |
| ГС-44                   | Гидрографическое судно         | 872             | С 1980 года     | В строю |
| ГС-47                   | Гидрографическое судно         | 872             | С 1980 года     | В строю |
| ГС-397                  | Гидрографическое судно         | 872             | С 1980 года     | В строю |
| ГС-404 «Николай Бошняк» | Гидрографическое судно         | 872/II          | С 1981 года     | В строю |
| «Вице-адмирал Воронцов» | Гидрографическое судно         | 862/II          | С 1982 года     | В строю |
| ГС-269                  | Гидрографическое судно         | 872             | С 1982 года     | В строю |
| «Маршал Геловани»       | Гидрографическое судно         | 862/II          | С 1983 года     | В строю |
| ГС-84                   | Гидрографическое судно         | 872             | С 1983 года     | В строю |
| «Виктор Фалеев»         | Гидрографическое судно         | В19910          | С 2013 года     | В строю |
| «Александр Рогоцкий»    | Гидрографическое судно         | В19910          | С 2019 года     | В строю |
| БГК-162                 | Большой гидрографический катер | 1896            | С 1967 года     | В строю |
| БГК-209                 | Большой гидрографический катер | 1896            | С 1968 года     | В строю |
| БГК-627                 | Большой гидрографический катер | 1896            | С 1969 года     | В строю |
| БГК-628                 | Большой гидрографический катер | 1896            | С 1969 года     | В строю |
| БГК-629                 | Большой гидрографический катер | 1896            | С 1969 года     | В строю |
| БГК-481                 | Большой гидрографический катер | 1896            | С 1970 года     | В строю |
| БГК-167                 | Большой гидрографический катер | 1896            | С 1971 года     | В строю |
| БГК-187                 | Большой гидрографический катер | 1896            | С 1971 года     | В строю |
| БГК-752                 | Большой гидрографический катер | 1896            | С 1972 года     | В строю |
| БГК-785                 | Большой гидрографический катер | 1896            | С 1972 года     | В строю |
| БГК-682                 | Большой гидрографический катер | 1896            | С 1973 года     | В строю |
| БГК-683                 | Большой гидрографический катер | 1896            | С 1973 года     | В строю |
| БГК-796                 | Большой гидрографический катер | 1896            | С 1973 года     | В строю |
| БГК-362                 | Большой гидрографический катер | 1896            | С 1974 года     | В строю |
| БГК-792                 | Большой гидрографический катер | 1896            | С 1975 года     | В строю |
| БГК-797                 | Большой гидрографический катер | 19920Б «Баклан» | С 2008 года     | В строю |
| БГК-2151                | Большой гидрографический катер | 19920Б «Баклан» | С 2013 года     | В строю |
| БГК-2152                | Большой гидрографический катер | 19920Б «Баклан» | С 2015 года     | В строю |
| БГК-2153                | Большой гидрографический катер | 19920Б «Баклан» | С 2015 года     | В строю |

#### 7062-я авиационная база ТОФ в/ч 62250
Создана в феврале 2012 года путём объединения 7061 гвардейской авиабазы Тихоокеанского флота России, 289-го отдельного смешанного противолодочного авиаполка и 71-й отдельной транспортной авиационной эскадрильи.

Базирование:
- аэродром «Николаевка-Приморская» (п. Николаевка)
  - базируется — 3 Ил-38Н, 7 Ка-27ПЛ/ПС, 2 Ми-8, управление авиабазы.
- аэродром «Каменный Ручей» (п. Монгохто)
  - базируется отдельная противолодочная эскадрилья — 12 Ту-142М/МЗ/МР
- аэродром «Кневичи» (г. Артём)
  - базируется отдельная транспортная эскадрилья — 8 Ан-26, 4 Ан-12ПП/ПС

#### 155-я отдельная гвардейская бригада морской пехоты
В 2009 году создана путём переформирования 55-й дивизии морской пехоты. Дислоцируется во Владивостоке (в/ч 30926). Командир — полковник Сухраб Ахмедов. Бригада является основой десантных сил Тихоокеанского флота. Вместе с береговыми ракетно-артиллерийскими частями и во взаимодействии с 100-й бригадой десантных кораблей занимается охраной и обороной Дальнего Востока России.

#### Н-й отдельный морской инженерный полк (Раздольное)
Обеспечивает инженерное сопровождение при проведении специальных операций, разминирование/минирование открытых участков земли, горной местности, зданий и технических сооружений. Проводят обезвреживание взрывоопасных объектов. Занимаются вопросами энерго- и водоснабжения. Во время выхода реки Амур из берегов — обеспечивал местное население чистой питьевой водой.

На вооружении:
- гусеничные минные заградители
- установки разминирования
- машины для отрывки котлованов
- мобильные фильтровальные станции

В 2023 году переформирован в полк.

#### 72-я береговая ракетная бригада
До 2014 года — 72-й полк береговых артиллерийских войск. Дислоцируется в посёлке Смоляниново Приморского края. Командир бригады полковник Денис Бастрон. На вооружении:
- 4 комплекса 3К60 БРК «Бал»
- БРК «Бастион»[68].

#### 474-й отдельный центр радиоэлектронной борьбы
Дислоцируется в посёлке Штыково Шкотовского района Приморского края (в/ч 10604). На вооружении:

### Войска и силы на Северо-востоке (бывшаяКамчатская флотилия разнородных сил)

#### Подводные силы (Вилючинск)

##### 10-я дивизия подводных лодок (Бухта Крашенинникова)
| Тактический № | Название            | Класс                                        | Проект | В составе флота    | Состояние |
| ------------- | ------------------- | -------------------------------------------- | ------ | ------------------ | --- |
| К-132         | «Иркутск»           | Атомная подводная лодка с крылатыми ракетами | 949А   | С 1988 года.       | В ремонте и модернизации                                                                                     |
| К-442         | «Челябинск»         | Атомная подводная лодка с крылатыми ракетами | 949А   | С 1990 года.       | В ремонте и модернизации                                                                                     |
| К-456         | «Тверь» (Вилючинск) | Атомная подводная лодка с крылатыми ракетами | 949А   | С 1992 года.       | В строю |
| К-186         | «Омск»              | Атомная подводная лодка с крылатыми ракетами | 949А   | С 1993 года.       | В строю |
| К-150         | «Томск»             | Атомная подводная лодка с крылатыми ракетами | 949А   | С 1996 года.       | В строю |
| К-573         | «Новосибирск»       | Атомная подводная лодка с крылатыми ракетами | 885М   | С 21.12.2021 года. | В строю |
| К-571         | «Красноярск»        | Атомная подводная лодка с крылатыми ракетами | 885М   | С 11.12.2023 года. | В строю |
|               | «Пермь»             | Атомная подводная лодка с крылатыми ракетами | 885М   |                    | Строится |
|               | «Владивосток»       | Атомная подводная лодка с крылатыми ракетами | 885М   |                    | Строится |
| К-331         |                     | Атомная торпедная подводная лодка            | 971    | С 1990 года.       | Ожидается что подлодка будет передана в лизинг ВМС Индии. В ремонте и модернизации                           |
| К-419         | «Кузбасс»           | Атомная торпедная подводная лодка            | 971    | С 1992 года.       | В строю |
| К-295         | «Самара»            | Атомная торпедная подводная лодка            | 971    | С 1995 года.       | В ремонте и модернизации                                                                                     |
| К-152         | «Нерпа»             | Атомная торпедная подводная лодка            | 971    | 29.12.2009         | Была передана 23.01.2012 в лизинг ВМС Индии. Передана России после завершения лизинга в 2021 году. В ремонте |

##### 25-я дивизия подводных лодок (Бухта Крашенинникова)
| Тактический № | Название                  | Класс | Проект | В составе флота | Состояние |
| ------------- | ------------------------- | ----- | ------ | --------------- | --------- |
| К-550         | «Александр Невский»       | РПКСН | 955    | 23.12.2013      | В строю   |
| К-551         | «Владимир Мономах»        | РПКСН | 955    | 19.12.2014      | В строю   |
| К-552         | «Князь Олег»              | РПКСН | 955А   | 21.12.2021      | В строю   |
| К-553         | «Генералиссимус Суворов»  | РПКСН | 955А   | 29.12.2022      | В строю   |
| К-554         | «Император Александр III» | РПКСН | 955А   | 11.12.2023      | В строю   |

#### 114-я бригада кораблей охраны водного района (бухта Ильичёва)
| Бортовой номер | Название          | Класс            | Проект | В составе флота | Состояние             |
| -------------- | ----------------- | ---------------- | ------ | --------------- | --------------------- |
| 337            | «Гремящий»        | Корвет УРО       | 20385  | 29.12.2020      | В строю               |
| 341            | «Проворный»       | Корвет УРО       | 20385  | с 2026 года     | Достраивается на воде |
| 701            | «Яков Баляев»     | Базовый тральщик | 12700  | 26.12.2020      | В строю               |
| 721            | «Пётр Ильичёв»    | Базовый тральщик | 12700  | 16.11.2022      | В строю               |
| 757            | «Анатолий Шлемов» | Базовый тральщик | 12700  | 29.12.2022      | В строю               |

##### 117-й дивизион кораблей охраны водного района
| Бортовой номер | Название                   | Класс                         | Проект | В составе флота | Состояние |
| -------------- | -------------------------- | ----------------------------- | ------ | --------------- | --------- |
| 369            | МПК-191 «Холмск»           | Малый противолодочный корабль | 1124   | С 1985 года.    | В строю   |
| 350            | МПК-125 «Советская Гавань» | Малый противолодочный корабль | 1124М  | С 1990 года.    | В строю   |
| 332            | МПК-107                    | Малый противолодочный корабль | 1124М  | С 1990 года.    | В строю   |
| 375            | МПК-82                     | Малый противолодочный корабль | 1124М  | С 1991 года.    | В строю   |
| 738            | МТ-264                     | Морской тральщик              | 266МЭ  | С 1989 года.    | В строю   |
| 718            | МТ-265                     | Морской тральщик              | 266МЭ  | С 1989 года.    | В строю   |
| 586            | БТ-325                     | Базовый тральщик              | 12650  | С 1974 года.    | В строю   |
| 593            | БТ-215                     | Базовый тральщик              | 12650  | С 1991 года     | В строю   |

##### 66-й дивизион малых ракетных кораблей
| Бортовой номер | Название    | Класс                  | Проект | В составе флота | Состояние |
| -------------- | ----------- | ---------------------- | ------ | --------------- | --------- |
| 423            | «Смерч»     | Малый ракетный корабль | 12341  | С 1985 года.    | В строю   |
|                | «Ржев»      | Малый ракетный корабль | 22800  |                 | Строится  |
|                | «Удомля»    | Малый ракетный корабль | 22800  |                 | Строится  |
|                | «Павловск»  | Малый ракетный корабль | 22800  |                 | Строится  |
|                | «Уссурийск» | Малый ракетный корабль | 22800  |                 | Строится  |

#### 30-й отряд спасательных судов
| Название          | Класс                       | Проект             | В составе флота                                          |
| ----------------- | --------------------------- | ------------------ | -------------------------------------------------------- |
| «Алагез»          | Поисково-спасательное судно | 537, тип «Эльбрус» | С 1989 года. Флагман Тихоокеанского спасательного флота. |
| «Георгий Козьмин» | Поисково-спасательное судно | 05360              | С 1980 года.                                             |

#### 32-й отряд судов обеспечения
- Килекторное судно КИЛ-168 класса «Каштан»
- Килекторное судно КИЛ-27 проекта 145
- Танкер «Аламбай» проекта 1541
- Плавмастерская ПМ-156 проекта 304
- Водолазное судно ВМ-53 проекта 522
- Транспорт ВТР-76 проекта 1823/1824
- Транспорт ВТР-89 проекта 1823/1824
- Транспорт ВТР-90 проекта 1823/1824
- Наливной транспорт ТНТ-27 проекта 1783А
- Рейдовый буксир РБ-260 проекта 498
- Рейдовый буксир РБ-57 проекта 498
- Нефтемусоросборщик МУС-851 проекта 1515
- Наливной транспорт ТНТ-23 проекта 1783А
- Рейдовый катер РВК-4072 типа Т-4М
- Плавучий кран ПК-65100 проекта 605К
- Плавучий кран ПК-35050 проекта 1505
- Большой плавучий док ПД-71 проекта 1780
- Большой плавучий док ПД-84 проекта 19371
- Кабельное судно «Бирюса» проекта 1175
- Средний морской танкер «Дунай» проекта 577
- Ракетовоз «Даугава» проекта 1791
- Судно контроля физических полей «Георгий Чернышёв» проекта 1806
- Плавбаза перезарядки ПТБ-6 проекта 2020
- Морской буксир МБ-61 проекта 745
- Судно размагничивания СР-77 проекта 1799
- Портовый ледокол «Садко» проекта 97АП[72]
- Судно размагничивания СР-370 проекта 1799
- Патрульный ледокол «Иван Сусанин» проекта 97П
- Малый морской танкер «Тунгуска» проекта 437
- Плавмастерская ПМ-97 проекта 304
- Судно размагничивания СР-188 проекта 1799
- Морской транспорт вооружения «Академик Ковалёв» проекта 20180ТВ

#### 84-я бригада судов обеспечения (Завойко)
| Название | Класс                     | Проект              | В составе флота |
| -------- | ------------------------- | ------------------- | --------------- |
| «ПМ-74»  | Плавучая техническая база | 2020, шифр «Малина» | С 1986 года.    |
| «Пинега» | Технический танкер        | 11510, тип «Амур»   | С 1992 года.    |

#### 40-я отдельная Краснодарско-Харбинская дважды Краснознамённая бригада морской пехоты (Петропавловск-Камчатский)
Ранее бывшая «городским» полком 22-й мотострелковой дважды Краснознаменной Краснодарско-Харбинской дивизии. Название «городской» имела за то, что дислоцировалась непосредственно в самом Петропавловске-Камчатском. Остальные полки дивизии дислоцировались в пригородах Петропавловска-Камчатского.

#### 520-я отдельная береговая ракетно-артиллерийская бригада
| Название системы  | Местонахождение                                                              | Класс                                                                 | Количество         |
| ----------------- | ---------------------------------------------------------------------------- | --------------------------------------------------------------------- | ------------------ |
| К300П «Бастион-П» | Остров Итуруп                                                                | Береговой мобильный ракетный комплекс                                 | Дивизион           |
| К300П «Бастион-П» | Остров Матуа.                                                                | Береговой мобильный ракетный комплекс                                 | Дивизион 4 единицы |
| «Бал»             | Остров Кунашир                                                               | Береговой мобильный ракетный комплекс                                 | Дивизион           |
| «Редут»           | 1036-й отдельный береговой ракетно-артиллерийский дивизион (о. Сахалин)      | Береговой мобильный ракетный комплекс                                 | 8 единиц           |
| «Редут»           | 789-й отдельный береговой ракетно-артиллерийский дивизион (о. Симушир)       | Береговой мобильный ракетный комплекс                                 | 4 единицы          |
| «Редут»           | 574-й отдельный береговой ракетно-артиллерийский дивизион (о. Итуруп)        | Береговой мобильный ракетный комплекс                                 | 4 единицы          |
| «Рубеж»           | 830-й отдельный береговой ракетно-артиллерийский дивизион (о. Сахалин)       | Береговой противокорабельный оперативно-тактический ракетный комплекс | 4 единицы          |
| «СМ-4-1»          | 412-й отдельный береговой артиллерийский дивизион (о. Сахалин)               | Буксируемое 130 мм орудие                                             | 12 единиц          |
| «КСМ-65»          | 97-я отдельная береговая артиллерийская батарея среднего калибра (о. Итуруп) | 100-мм артустановка                                                   | 4 единицы          |

## Береговые войска Тихоокеанского флота
- 53-я дивизия ПВО (г. Петропавловск-Камчатский, Елизово)
- 72-я отдельная береговая ракетная бригада (пгт Смоляниново, Приморский край)
- 75-я отдельная береговая ракетная бригада (о. Сахалин и Курильские острова)[75]
- 520-я отдельная береговая ракетно-артиллерийская бригада (п. Англичанка, Камчатский край)
- 1532-й зенитный ракетный полк (г. Петропавловск-Камчатский)
- 175 отдельный морской инженерный полк, в/ч 40159 (п. Раздольное).
- 164-й отдельный морской инженерный батальон (Советская Гавань).
- радиорелейный центр, в/ч 51470 (Чукотский автономный округ, г. Анадырь).
- 4-й радио отряд ОсН, в/ч 51286 (Владивосток).
- 5-й радио отряд ОсН, в/ч 30863 (Камчатская обл., п. Радыгина).
- 474-й отдельный центр радиоэлектронной борьбы, в/ч 10604 (Приморский край, Шкотовский р-н, пос. Штыково): комплекс РЭБ «Мурманск-БН».
- 471-й отдельный центр радиоэлектронной борьбы, в/ч 20918 (Петропавловск-Камчатский): комплекс РЭБ «Мурманск-БН».
- Отдельный радиотехнический центр (центр передающий радиолокационный), в/ч 22938 (Приморский край, г. Фокино, Бухта Рифовая и п. Киевка, Бухта Киева): загоризонтная РЛС «Волна» и загоризонтная РЛС МР-900 «Подсолнух-Е».
- 3828-я комплексная база материально-технического обеспечения, в/ч 96145 (Владивосток).
  - 311-й отряд специального назначения борьбы с подводными диверсионными силами и средствами (г. Петропавловск-Камчатский)
  - 159-й отряд специального назначения борьбы с подводными диверсионными силами и средствами (Павловск, Приморский край)[76]
- 389-й разведывательный пункт специального назначения имени дважды Героя Советского Союза В. Н. Леонова[77] (Владивосток, о.Русский).

## Морская авиация Тихоокеанского флота
- 317-й отдельный смешанный авиационный полк (аэр. Елизово) (ПЛО Ил-38). Задача полка — поиск и уничтожение подводных лодок противника, боевое патрулирование, пресечение пересечения морской и воздушной границ России в Охотском, Беринговом, Японском морях.
- 7062-я авиационная Порт-Артурская Краснознамённая база (аэр. Николаевка, Кневичи, Каменный Ручей)
- Отдельная противолодочная авиаэскадрилья 7062-й авиационной базы, в/ч 62250-4 (Хабаровский край, п. Монгохто, аэродром Советская Гавань)
- Отдельная транспортная авиаэскадрилья 7062-й авиационной базы, в/ч 62250-2 (Приморский край, г. Артем, п. Кневичи, аэродром Владивосток)
- 175-я отдельная корабельная противолодочная вертолётная эскадрилья (Елизово) (Ка-27)
- 216-й отдельный полк радиоэлектронной борьбы (п. Англичанка)
- 1532-й зенитный ракетный полк (Петропавловск-Камчатский)
- 865-й отдельный истребительный авиационный полк (Елизово) (МиГ-31). Задача полка — истребительное прикрытие развёртывания подводных сил Тихоокеанского флота, прикрытие от ударов с воздуха мест базирования на Камчатке, выполнение боевых задач по прикрытию воздушной границы России на Северо-восточном направлении.

По состоянию на январь 2014 года сформирован отряд беспилотных летательных аппаратов, куда входят 6 лицензионных БПЛА «Форпост» и наземная станция управления.
С 2016 года в подразделение беспилотных летательных аппаратов на Камчатке входит партия новых БПЛА «Орлан-10».
Развёрнуты в 2015 году 3 дивизиона комплексов С-400 в 53 ДПВО.

## Культура
Центральный печатный орган — ордена Красной Звезды газета «Боевая вахта», издаётся с 7 ноября 1934 года. Её предшественником был «Информационный бюллетень». Учредитель: Министерство обороны РФ, выходит один раз неделю, по пятницам. Печатается во Владивостоке. Регионы распространения: Приморский край, Камчатский край, Хабаровский край, Сахалинская область. Коллективная подписка — 2500 экз.
Военно-исторический музей Тихоокеанского флота. Владивосток, Светланская ул., 66. Имеет три филиала: Мемориальный комплекс «Ворошиловская батарея» на острове Русский, мемориальная гвардейская Краснознамённая подводная лодка и сторожевой корабль «Красный вымпел».
Драматический театр Тихоокеанского флота. Основан в 1932 году. Владивосток, Светланская ул., д. 48.
Ансамбль песни и пляски Тихоокеанского флота. Основан в 1939 году. Владивосток, Светланская ул., д. 68.
Дом офицеров Тихоокеанского флота. Основан в 1932 году. Владивосток, Светланская ул., д. 48.